# Historia del Euskaltel-Euskadi de 2005 a 2011

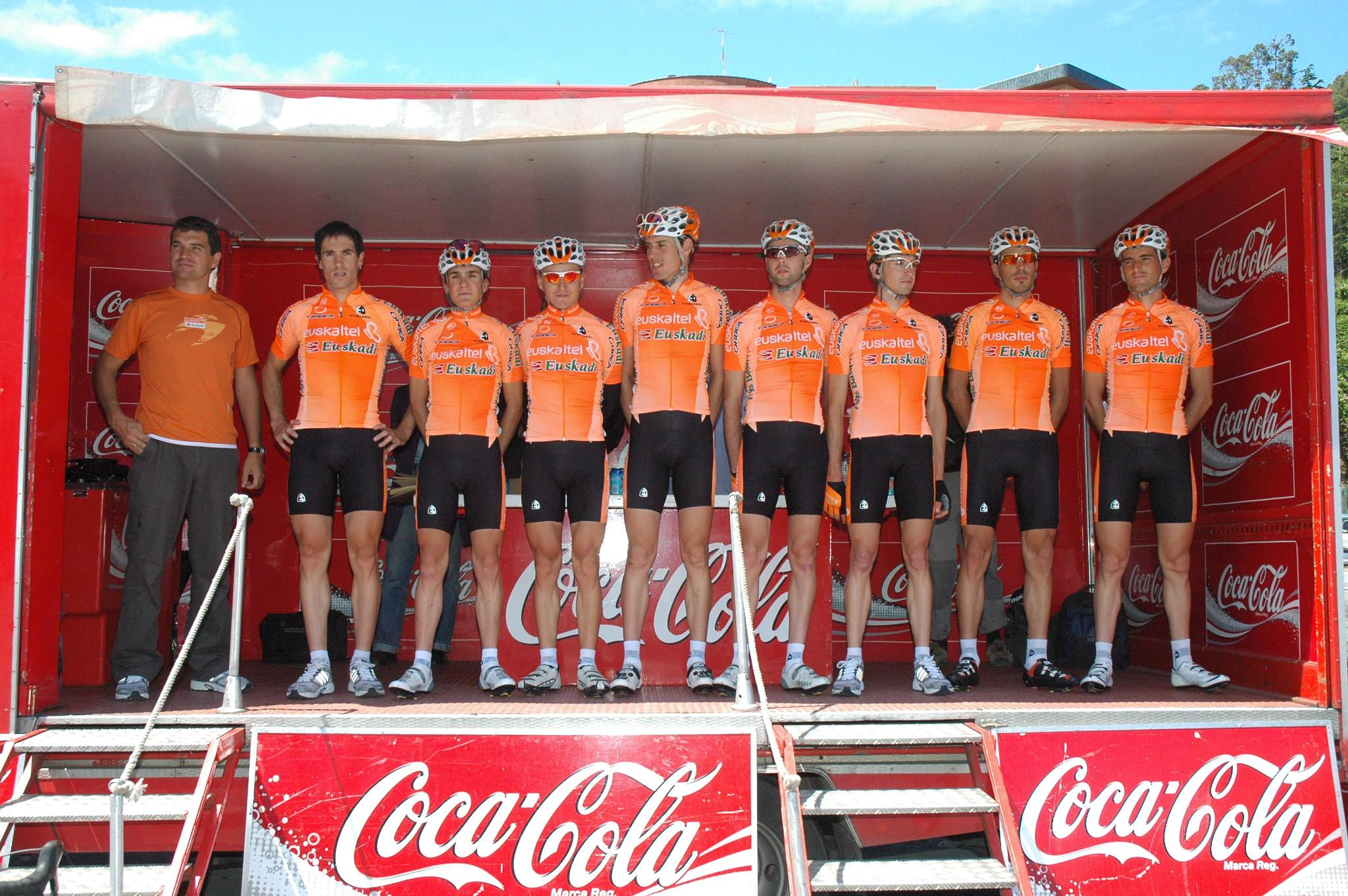
El equipo, con Galdeano a la izquierda.

El 2 de noviembre de 2005 Igor González de Galdeano se incorporó como nuevo secretario técnico del equipo ciclista vasco Euskaltel-Euskadi: tras el debut como ciclista profesional en el equipo (1995-1998) y su paso por el Vitalicio Seguros de Javier Mínguez (1999-2000), había corrido hasta ese mismo año en la estructura ONCE/Liberty Seguros de Manolo Saiz (2001-2005). El vitoriano fue contratado por Miguel Madariaga como máximo responsable deportivo del conjunto, iniciando un nuevo ciclo en la formación; según Madariaga, con la llegada de Galdeano al cuerpo técnico se buscaba recuperar la ambición y actitud de la plantilla, que consideraba acomodada.
El presidente de Euskaltel, José Antonio Ardanza, puso en cuestión la renovación del patrocinio de su empresa al equipo, después de dos temporadas "con luces y sombras" que habían resultado decepcionantes para los aficionados al no haberse cumplido las expectativas. Apenas transcurridos tres meses de competición, en mayo de 2006, confirmó la continuidad del respaldo económico de la operadora telefónica a la escuadra naranja al considerar que el equipo se había "regenerado de arriba abajo", con fichajes y una ilusión recuperada. El presupuesto se mantendría en torno a los 6 millones de euros, cantidad que permanecía prácticamente invariable desde 2004.

## El final de Gorospe

### 2006

#### Samuel Sánchez, etapas en País Vasco y segundo en Huy
Samuel Sánchez fue cuarto en la París-Niza: tercero hasta la jornada final, en la última etapa el mallorquín Antonio Colom atacó en el Col d'Èze para contactar con los fugados y llegó a la ciudad de la Costa Azul con tiempo suficiente para desbancar del podio por ocho segundos al asturiano, que se había quedado en el grupo del líder sin compañeros; Sánchez se hizo no obstante con la clasificación de los puntos de la carrera del sol. En la Milán-San Remo fue uno de los hombres que intentaron marcharse en la cota del Poggio, pero sería neutralizado por el pelotón en una edición de la Classicissima que fue para Filippo Pozzato.
Sería el propio Samuel Sánchez quien lograría las primeras victorias del año en la Vuelta al País Vasco, precisamente ante la afición del equipo y por partida doble, haciendo además que desde esa primera semana de abril la escuadra naranja dejara de ser la única formación de élite sin victorias en el UCI ProTour de la temporada en curso; todo ello suponía un espaldarazo para la renovación del patrocinio por parte de Euskaltel. El ovetense ganó dos etapas consecutivas: en Segura se hizo con el triunfo y el liderato provisional tras un rápido descenso desde el alto de Minas a meta en el que se llevó a rueda a Alberto Contador (Liberty Seguros-Würth) con el grupo a 2 s, y un día después venció en Lerín con un sprint en la subida al núcleo urbano de la localidad navarra situado sobre una colina. Segundo tras el velocista Óscar Freire en Vitoria, Sánchez se presentaba a la decisiva contrarreloj final en Zalla (24 km por los alrededores de su hogar en la colindante Güeñes) con el maillot amarillo de líder, pero una decepcionante actuación contra el crono le hizo caer hasta la sexta plaza en la general; el ganador del día y de la carrera sería José Ángel Gómez Marchante (Saunier Duval-Prodir), que sorprendió a los a priori favoritos Alejandro Valverde (Caisse d'Epargne) y Contador, segundo y quinto respectivamente. Samuel Sánchez, que a sus dos etapas sumaría la clasificación secundaria de la regularidad, dijo no explicarse lo sucedido en la crono de Las Encartaciones después de haberse mostrado en forma los días anteriores, aunque tanto él como el cuerpo técnico se mostraron satisfechos con lo logrado en la ronda vasca.
En las Clásicas de las Ardenas el jefe de filas fue nuevamente Samuel Sánchez, quien fue segundo en la Flecha Valona al ser superado en el Muro de Huy por Alejandro Valverde, que se impondría también en la Lieja-Bastoña-Lieja. Sánchez completó su participación en el tríptico con sendos decimoquintos puestos en la Amstel Gold Race y el monumento de Lieja, después de que en esta última alcanzara la meta en el grupo que llegó a medio minuto del octeto cabecero.

#### Caída de Laiseka, y Herrero de destacado a descartado
Obligado a participar en el Giro de Italia, el conjunto naranja envió a la carrera transalpina una delegación encabezada por el veterano Roberto Laiseka. Mediada la ronda italiana la formación llevaba una discreta actuación, tras haber sido última en la contrarreloj por equipos (de 22 escuadras, incluidas la no ProTeam); su mejor resultado se limitaba a un decimosegundo puesto de Laiseka en la jornada montañosa de Lanciano, donde entró a dos minutos del ganador y a la postre maglia rosa Ivan Basso. Días después, camino a Sestri Levante, el escalador vizcaíno sufrió una grave caída en un tramo llano: el suceso le obligó a abandonar la carrera, y las posteriores secuelas terminarían forzando la retirada del ciclismo de Laiseka, el único superviviente de la plantilla primigenia de 1994 y autor de las primeras victorias en la Vuelta y el Tour. La mala actuación de la escuadra en ese Giro terminó sin que sus corredores tuvieran opciones reales de lograr algún triunfo de etapa, y el mejor clasificado en la general sería Iker Flores (35º, a más de hora y cuarto de Basso).
Por esas fechas se conoció la Operación Puerto, una investigación que desarticuló una red de dopaje liderada por el doctor Eufemiano Fuentes y con diversas ramificaciones. El caso afectó fundamentalmente al Liberty Seguros-Würth de Manolo Saiz y al Comunidad Valenciana, así como a corredores de otros equipos como Ivan Basso, Jan Ullrich o Santiago Botero. Aunque ningún ciclista del conjunto naranja se vio implicado como presunto cliente de las prácticas dopantes ofertadas por dicha red, sí resultó salpicado su secretario técnico Igor González de Galdeano: entre los documentos intervenidos a Fuentes figuraban unas fichas que contendrían tablas de dopaje de los ciclistas del Liberty Seguros-Würth dirigido por Saiz tanto de ese año como de anteriores temporadas, incluido un Galdeano por entonces en activo al que los investigadores de la Guardia Civil identificaron bajo la clave IG y a cuyo lado figuraban anotaciones que según el código utilizado harían referencia a consumo de anabolizantes dos veces por semana, EPO y una extracción (documento 16), así como una entrega de productos tales como IGF-1 (documento 29).
En el plano competitivo, la escuadra encaraba por esas fechas la Bicicleta Vasca, en una edición que terminó siendo un duelo por el maillot azul de ganador final entre Koldo Gil (Saunier Duval-Prodir) y el jefe de filas naranja David Herrero. En la primera etapa Gil (ex del Liberty Seguros, y señalado por el caso Puerto) se impuso en Arrigorriaga tras contraatacar al movimiento en el alto de Zarátamo de un Herrero que llegó segundo a 6 s, y después de que al día siguiente el de Recalde intentara sin éxito arrebatarle el liderato tras un importante desgaste del equipo camino a Ispáster, en la subida a Salinas de Léniz fue Gil quien se destacó y metió 38 s más a Herrero en un día calificado de "nefasto" desde el cuadro naranja. La doble jornada de Salvatierra se saldó con una llega masiva sin diferencias en la matinal, y la contrarreloj vespertina se preveía decisiva: el bilbaíno recuperaba 24 s con el tiempo marcado en el punto intermedio y de seguir con esa progresión era posible un vuelco en la general, pero en la segunda parte su ritmo decayó y acabaría cediendo ocho segundos sobre el navarro. Con Gil como líder destacado, en la subida a Arrate fue Herrero el que se hizo con la victoria parcial al llegar al santuario con unos segundos de ventaja sobre el ganador final, al que acompañaría en el podio al concluir segundo en la general a 44 s. Esa edición tuvo también como protagonista al neoprofesional Amets Txurruka (Barloworld), quien en su debut en la categoría concluyó noveno en la ronda vasca y fue calificado como la revelación de la carrera; el joven vizcaíno, al que el equipo naranja había descartado ofrecer un puesto meses antes, sería fichado por el equipo para la siguiente temporada.
El triunfo de Herrero en Arrate se convirtió en el número cien desde la creación de la formación, y el bilbaíno siguió obteniendo buenos resultados ese mes de junio: fue segundo en dos etapas de la Vuelta a Suiza (viéndose superado en las mismas por Ángel Vicioso y Alberto Contador, ambos del renombrado Astana-Würth), y tercero en el Campeonato de España contrarreloj. El plan de Herrero consistía entonces en prepararse para la Vuelta a España que se disputaría en septiembre, después de que Galdeano le anunciara que iría a la ronda española; sin embargo, durante el verano la situación cambió como consecuencia de las negociaciones para su renovación en el equipo naranja. El corredor comunicó al equipo durante esa negociación que tenía una oferta importante de otra formación; poco después, previo a la Clásica de San Sebastián, Galdeano le dijo al ciclista que no iría a la Vuelta y le recomendó que si tenía una propuesta de otro conjunto se marchara, ya que aunque si no tenía ofertas le renovaría el alavés opinaba que no encajaba con la filosofía que quería implantar en el equipo. Tras conocer esa decisión Herrero dijo no sentirse valorado por la dirección, y aseguró que se marchaba con pena, aunque sin rencor hacia Galdeano y Madariaga. La salida del corredor bilbaíno, que desde su debut había logrado al menos una victoria por temporada, dejaba al equipo sin uno de sus pocos ciclistas ganadores.

#### Un Tour con Mayo retirado y Zubeldia octavo
La formación se presentaba nuevamente al Tour de Francia con Iban Mayo y Haimar Zubeldia como jefes de filas y el propósito de hacer olvidar las malas actuaciones de los dos años anteriores. En el caso de la preparación de Mayo, tras un 2004 en el que se había criticado que llegaba desgastado por demasiados días de competición y un 2005 en el que se reprochó que llegara en blanco al Tour, en 2006 se buscó un término medio. Así, en primavera corrió algunas carreras aunque como gregario y sin la presión de obtener resultados, y en junio completó su aproximación en la Dauphiné Libéré: sin opciones tras su debacle en el Mont Ventoux y la caída del día después, se recuperó para atacar en el Izoard (segundo en la meta de Briançon, tras el fugado del día) y se hizo con la victoria de etapa en la jornada alpina de La Toussuire con más de un minuto de renta, recuperando sensaciones de cara a la inminente Grande Boucle. Por otra parte, los incidentes protagonizados en años precedentes por una parte de la marea naranja de seguidores desplazados a los Pirineos para seguir la carrera hicieron que la organización programara las etapas pirenaicas en días laborables para evitar aglomeraciones, además de reunirse con el lehendakari e invitar a los aficionados vascos a que siguieran acudiendo a las cunetas para animar de forma civilizada; el director Jean-Marie Leblanc siguió destacando que se trataba de una afición ejemplar que entendía de ciclismo y aportaba animación a la carrera, resaltando asimismo la imagen de unión que transmitían con una marea de camisetas naranjas que calificó como "un verdadero ejemplo de dimensión deportiva, social e identitaria de la afición con su equipo".
Esa edición del Tour, la primera tras el retiro del hasta entonces dominador Lance Armstrong, estaría marcada por la Operación Puerto, que hizo que muchos de los implicados no pudieran tomar la salida: favoritos como Jan Ullrich (T-Mobile), Ivan Basso (CSC) o Francisco Mancebo (Ag2r Prévoyance) quedaron fuera de la carrera, y al tener a casi todos sus corredores implicados tampoco pudo tomar parte el Astana (antes Liberty Seguros) encabezado por Aleksandr Vinokúrov; sí participó Alejandro Valverde (Caisse d'Epargne), cuyo nombre había sido desvinculado por El País, y que años después sería sancionado al probarse que se había encontrado sangre suya congelada. Todo ello hacía que ese año la ronda gala se presentara con un pronóstico incierto y en medio de una fuerte controversia sobre el dopaje y su alcance en el pelotón.

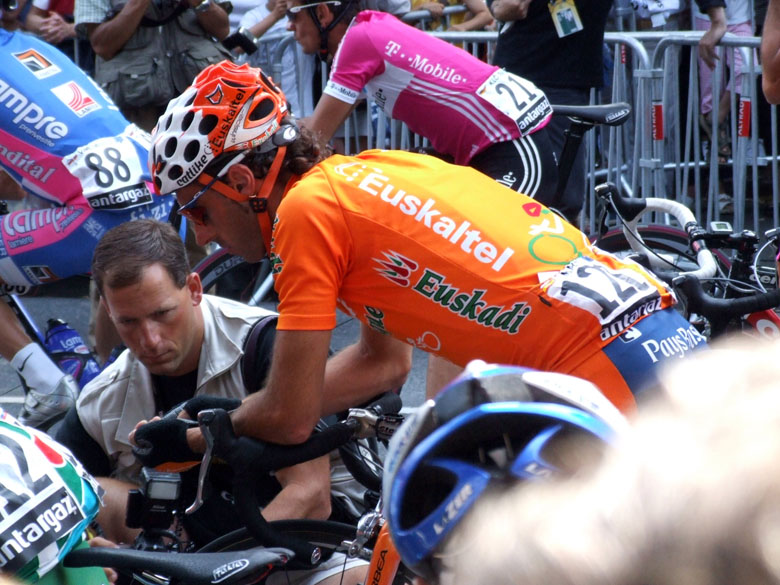
Iban Mayo en Tarbes, momentos antes de la salida de la etapa en la que abandonaría ese Tour de Francia.

Ya en competición, la actuación de Mayo en el Tour derivó en una nueva decepción. Tras un discreto prólogo en Estrasburgo y una mala contrarreloj en Rennes, en la primera jornada de montaña (a través de Soudet y Marie Blanque) llegó a Pau a 24 minutos del ganador y a 17 minutos del pelotón; el corredor dijo que sufría una faringitis, atribuida al aire acondicionado del hotel, que le habría dejado sin fuerzas. En la siguiente etapa pirenaica protagonizó una lamentable discusión con el cámara de la televisión francesa que le estaba grabando cuando se descolgaba del pelotón en la primera ascensión de la jornada, el Tourmalet, llegando incluso a insultarle en varias ocasiones, y se retiró ese mismo día. Desde el equipo se desvincularon de ese comportamiento (Miguel Madariaga había dicho en directo a Eurosport que Mayo estaba dando «una imagen penosa de lo que es el equipo y de lo que es él») y pidieron disculpas al cámara de France Télévisions increpado por el ciclista, al tiempo que aseguraban no entender el motivo del abandono de Mayo; lo ocurrido ahondó en la ya tensa relación existente entre los responsables de la formación y el corredor, que terminaba contrato a final de año: «Lo mismo Mayo tiene mal futuro en este equipo y puede que también en otros», sentenció Madariaga.
Zubeldia, por su parte, tuvo una actuación regular a lo largo de la ronda francesa hasta París y entró entre los diez primeros de la general por segunda vez en su carrera. Noveno en un primer momento, la posterior descalificación de Floyd Landis (Phonak) tras dar positivo por testosterona hizo que concluyera oficialmente en la octava plaza, a 11 minutos del finalmente vencedor Óscar Pereiro (Caisse d'Epargne). La escuadra quedó nuevamente sin victorias de etapa en el Tour, siendo quienes más cerca estuvieron de lograrlo Iñaki Isasi (tercero en una llegada masiva tras los campeones del mundo Óscar Freire y Tom Boonen, y fugado varios días) e Íñigo Landaluze.

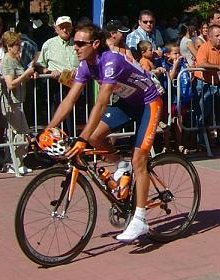
Iban Mayo, con el maillot morado de líder en la Vuelta a Burgos.

Tras la pobre y controvertida actuación de Mayo en el Tour (incluido un periodo en el que el corredor no atendió las llamadas de los responsables de la formación, pero sí a su mentor Sabino Angoitia, a la sazón director auxiliar del equipo rival Saunier Duval), en agosto el escalador vizcaíno vivió un periodo de cierta recuperación logrando triunfos en carreras del circuito continental: ganó la Vuelta a Burgos, donde se hizo tanto con el maillot morado de la general como con la victoria de etapa en la jornada reina con final en las Lagunas de Neila. Tres días después de la cita burgalesa se adjudicaría también la Subida a Urkiola: después de que sus compañeros trabajaran para él a lo largo de la prueba, Mayo culminó la estrategia del director Julián Gorospe con un ataque en la ascensión final que le permitió llegar en solitario a la meta situada junto al santuario, triunfando así ante sus aficionados (la carrera estaba organizada por el club de su infancia, la S. C. Duranguesa).

#### Samuel Sánchez, ganador de la clásica de Zúrich
La parte final de la temporada volvió a tener como protagonista a Samuel Sánchez, que fue el mejor de la escuadra en la Vuelta a España. El asturiano ganó la etapa de Cuenca, donde atacó en la bajada del alto del castillo a meta y valiéndose de su técnica para descender (sobrepasó a las motos que le precedían) logró mantener una mínima renta para llegar a la ciudad con tiempo para celebrar el triunfo. Sánchez, segundo en la contrarreloj del penúltimo día en Rivas-Vaciamadrid (a 6 s del ganador de la etapa y de la Vuelta Aleksandr Vinokúrov), mejoró su hasta entonces mejor puesto en la general para concluir séptimo a ocho minutos del kazajo. La ronda española fue también escenario de otra victoria de etapa naranja: el joven Igor Antón se impuso en Calar Alto después de saltar desde el grupo de favoritos en la subida final al observatorio astronómico, en lo que suponía además el estreno de su palmarés como profesional; el galdacanés, una de las revelaciones de la carrera, finalizó decimoquinto en la clasificación general.
Tras la Vuelta, Samuel Sánchez acudió con la selección española al Mundial de Salzburgo, en la que era su primera convocatoria para una cita mundialista y con Alejandro Valverde como jefe de filas. En una edición con llegada masiva, el ovetense fue el lanzador encargado de dar el relevo final en el último kilómetro y de hecho su cambio de ritmo en un túnel y posterior curva a la izquierda fracturó el pelotón, dejando cortados a velocistas como el belga Tom Boonen o el australiano Robbie McEwen y llevándose a su rueda a tres hombres que se disputarían el título de campeón del mundo y las medallas al sprint: Valverde quedó atrancado por utilizar un desarrollo demasiado duro (54x11, en lugar del 54x12 que le había recomendado Samuel) y terminó tercero (bronce), superado por el italiano Paolo Bettini (oro y maillot arco iris) y el alemán Erik Zabel (plata), con Sánchez cuarto a dos segundos y el resto del pelotón inmediatamente después.
Samuel Sánchez prolongó su buen estado de forma en las clásicas de otoño, ganando el prestigioso Campeonato de Zúrich: completados ya más de 200 km de una prueba disputada bajo un intenso aguacero, saltó del grupo cabecero de favoritos que compartía con Stuart O'Grady, Davide Rebellin, Michael Boogerd, Fabian Cancellara y Stijn Devolder mediante un ataque que le permitió llegar en solitario a meta, iluminado por los focos de los coches; se trataba de la primera vez que un corredor del equipo se imponía en una clásica de la extinta Copa del Mundo, que tras la reordenación efectuada por la UCI había quedado englobada en el ProTour. Unos días después fue segundo en el Giro de Lombardía, la clásica de las hojas muertas con la que concluían las grandes carreras de la temporada ciclista en Europa, donde llegó a ocho segundos del flamante campeón del mundo Bettini.
Esas buenas actuaciones en la parte final de la campaña, sumadas a las realizadas en los primeros meses de competición, auparon al asturiano hasta el segundo puesto en la clasificación final del ProTour de ese año, y sirvieron también para salvar la temporada del equipo en cuanto a resultados.

#### Reestructuración: Gorospe y Mayo, fuera del equipo
Las victorias en el final de la temporada quedaron en parte solapadas por temas extradeportivos; en ese sentido, empezaron a circular informaciones que apuntaban a una reestructuración de la formación, tanto a nivel de la dirección como en la plantilla. El mánager general Miguel Madariaga anunció que se plantearía a Julián Gorospe la posibilidad de seguir como director deportivo, aunque con menores retribuciones y atribuciones (estaría supeditado a las directrices del secretario técnico Igor González de Galdeano). A pesar de esas declaraciones del mandatario, un día después de la victoria en la Subida a Urkiola guiada desde el coche por el director de Mañaria el conjunto naranja comunicó que no se ofrecería a Gorospe ninguna propuesta de renovación, dando por concluida la relación con el que había sido el responsable deportivo al frente durante la transformación de la formación desde un modesto conjunto de segunda categoría a la escuadra de élite con licencia UCI ProTeam en que se había convertido. La decisión de prescindir de Gorospe había sido propuesta por Galdeano, en el cargo desde unos meses antes, y de hecho el equipo apartó a su hasta entonces director de la disciplina de la formación para los meses de competición que aún restaban hasta final de temporada, incluidas pruebas como la Vuelta a España o las clásicas de otoño, pese a tener contrato en vigor. De hecho, Gorospe viviría el triunfo en el Campeonato de Zúrich como comentarista televisivo.
Después de verse apartado, Gorospe mostró su disgusto por las formas y la frialdad con las que los gestores de la formación habían materializado su salida y dijo le habían tratado "como un trapo de usar y tirar". Preguntado al respecto, desveló que no le habían dado motivos concretos para justificar que prescidieran de él, más allá de que se abría un nuevo ciclo en el que no tenía lugar: Madariaga le señaló que no contaban con él, y Galdeano que su trabajo no era de su agrado. Galdeano, presentado a su llegada por Madariaga como "el mejor fichaje" que había realizado, dijo ante los medios que asumía la decisión como propia, y la ubicó dentro del proceso de cambio que se le había encomendado desarrollar; según el alavés la marcha de Gorospe había sido "un despido normal" y la reunión se habría cerrado con un apretón de manos. Esa misma semana se anunció la renovación de Galdeano como secretario técnico para las siguientes temporadas.
A la salida de Gorospe se sumaría la de Iban Mayo. El vizcaíno, con 29 años, debía decidir el equipo con el que correría en la considerada como la mejor etapa en la vida deportiva de un ciclista, en torno a la treintena, y habitualmente también el contrato más sustancioso de su carrera. Mayo, que dijo que aspiraba a cobrar lo que valía, contaba con el interés de otras tres escuadras ProTeam, además de la oferta de renovación naranja, de menor cuantía salarial. Al margen de los factores económicos, había también otros aspectos que jugaban en contra de su continuidad como el deterioro experimentado en las siempre difíciles relaciones entre la dirección del equipo y el corredor, la negativa de la formación a poner en nómina a colaboradores cercanos a él como su mentor Sabino Angoitia y sus irregulares resultados desde la última renovación (especialmente las tres decepciones consecutivas en el Tour de Francia, el objetivo principal como jefe de filas), achacados en parte a que se habría visto atenazado por la excesiva presión ejercida sobre él en su condición de líder del conjunto vasco y por la idea de sentirse incomprendido por los gestores del equipo.
  Las negociaciones se extendieron durante meses, hasta octubre.
Finalmente, Mayo fichó por el Saunier Duval-Prodir de Joxean Fernández "Matxín"; la presencia como director auxiliar su amigo Sabino Angoitia influyó en su decisión. Madariaga se mostró "muy disgustado" por el desenlace, aunque planteó que tal vez la marcha del corredor era "lo mejor para todos"; según el mandatario, Mayo le había dicho que no aceptaba el nuevo código interno con normas y sanciones aprobado por la formación naranja, que estipulaba entre otros que los ciclistas en plantilla no podían tener un médico personal ajeno al equipo. El ciclista confirmó que su rechazo a dicho código ético había sido uno de los principales motivos para marcharse de la escuadra naranja, y dijo que su deseo habría sido el de continuar en el equipo "de casa"; con él se fue también al conjunto amarillo el gregario Iker Camaño. Otra baja para la siguiente temporada sería la marcha de David López al Caisse d'Epargne de Eusebio Unzué, a pesar de que la intención inicial de la formación era que continuara. El jefe de filas Haimar Zubeldia, por el contrario, sí renovó.
La reestructuración emprendida por el secretario técnico fue apoyada públicamente por José Antonio Ardanza (presidente del patrocinador principal Euskaltel), el mánager general Miguel Madariaga, y el ciclista y nuevo líder Samuel Sánchez, mientras que el ya exdirector Julián Gorospe censuró que se hubiera hecho "borrón y cuenta nueva con todo lo anterior".

## El bienio de Jon Odriozola
El elegido por el secretario técnico Igor González de Galdeano para ser el nuevo primer director fue Jon Odriozola, hasta entonces responsable deportivo del filial Orbea de categoría Continental. El guipuzcoano declaró que su intención era potenciar el trabajo en equipo para volver a conectar con los aficionados.
Galdeano siguió con su remodelación de la formación, y con respecto a la plantilla existente a su llegada la escuadra en esos dos años había dado de baja a 14 corredores e incorporado 17 nuevos ciclistas. El técnico alavés fue además adquiriendo un mayor papel para introducir cambios en los métodos de preparación e incorporar un mayor nivel de exigencia y disciplina a la plantilla, a semejanza de lo que había vivido en sus años como corredor en el Vitalicio Seguros de Javier Mínguez y la estructura ONCE/Liberty Seguros de Manolo Saiz. En ese sentido, contrató a los doctores Guillermo Cuesta y Sergio Quílez, con los que había trabajado durante su etapa en las citadas escuadras.

### 2007

#### Victorias desde el comienzo de la temporada
Tras las bajas de Roberto Laiseka (retirado) e Iban Mayo, el equipo se reforzó con varios ciclistas: Mikel Astarloza llegaba curtido en la élite ProTour con el Ag2r Prévoyance francés, mientras que el joven Amets Txurruka se incorporaba desde el Barloworld tras su buen papel en la Bicicleta Vasca. Otras altas fueron los tres ciclistas procedentes del extinto Kaiku e Iván Velasco, este último ascendido desde el filial Orbea. La nueva etapa proyectada por el secretario técnico Igor González de Galdeano y el nuevo director deportivo Jon Odriozola empezó con una concentración invernal de pretemporada junto a Benidorm.
La primera victoria del equipo llegó en la primera carrera que disputó el equipo, la Challenge de Mallorca, donde Unai Etxebarria se impuso en el Trofeo Cala Minor. Además, al contrario que en años anteriores el conjunto estreno su palmarés en el ProTour de esa temporada ya en marzo, al vencer el velocista alavés Koldo Fernández de Larrea la etapa final de la Tirreno-Adriático en San Benedetto del Tronto; era la primera vez que un ciclista de la formación ganaba en una cita de primer nivel al sprint.
En la Vuelta al País Vasco, el jefe de filas Samuel Sánchez ganó la ondulada contrarreloj final disputada en Oyarzun y subió al podio, siendo tercero en la general. En una edición de la ronda vasca en la que las cuatro primeras etapas se decidieron mediante escapadas, en la montañosa penúltima jornada (última en línea) entre Navarra y Guipúzcoa se produjo desde el puerto de Erlaitz (envuelto por la niebla) hasta meta la cabalgada del cántabro Juanjo Cobo (Saunier Duval-Prodir) para situarse como líder, por lo que el triunfo sobre mojado de Sánchez en la sinuosa crono oyarzuarra sirvió al equipo para cerrar su carrera de casa con una victoria y un hombre en el tercer cajón del podio, tras el ganador Cobo y un Ángel Vicioso (Relax-GAM) que concluyó segundo beneficiado por su presencia en la fuga de Vitoria.
Samuel Sánchez logró un mes después una victoria de etapa en la Volta a Cataluña al imponerse en la jornada final de Barcelona. Por el contrario, en las clásicas de las Ardenas y el Giro de Italia el equipo no obtuvo resultados relevantes; en la ronda transalpina, de hecho, lo más cerca que estuvo de ampliar su palmarés fueron un cuarto y un sexto puesto de Koldo Fernández de Larrea en sendos sprints, dado que la formación no llevó a la carrera italiana a ninguno de sus hombres fuertes para la montaña o la lucha por la general.
La Bicicleta Vasca, una ronda en decadencia con solo tres días de competición tras quedar arrinconada en el calendario y su contrarreloj suspendida por una tormenta, se decidió en la subida a Arrate: Sánchez concluyó séptimo a tres minutos del ganador tanto en la etapa como en la general, en una edición protagonizada por ciclistas señalados por la Operación Puerto que no estaban pudiendo participar en carreras del calendario ProTour, como el vencedor Tino Zaballa (Caisse d'Epargne) o el segundo Jörg Jaksche (Tinkoff).

#### Progresión de Igor Antón en carreras internacionales
Tras su victoria de etapa Calar Alto en la Vuelta a España 2006, Igor Antón afrontaba la temporada con el reto de confirmar su progresión. Para ello empezó el año en carreras menores del calendario continental español, siendo cuarto en la Vuelta a Castilla y León (quinto en la jornada clave de Navacerrada) y entrando entre los diez primeros en citas de un día como el Gran Premio Miguel Induráin o la Klasika Primavera.

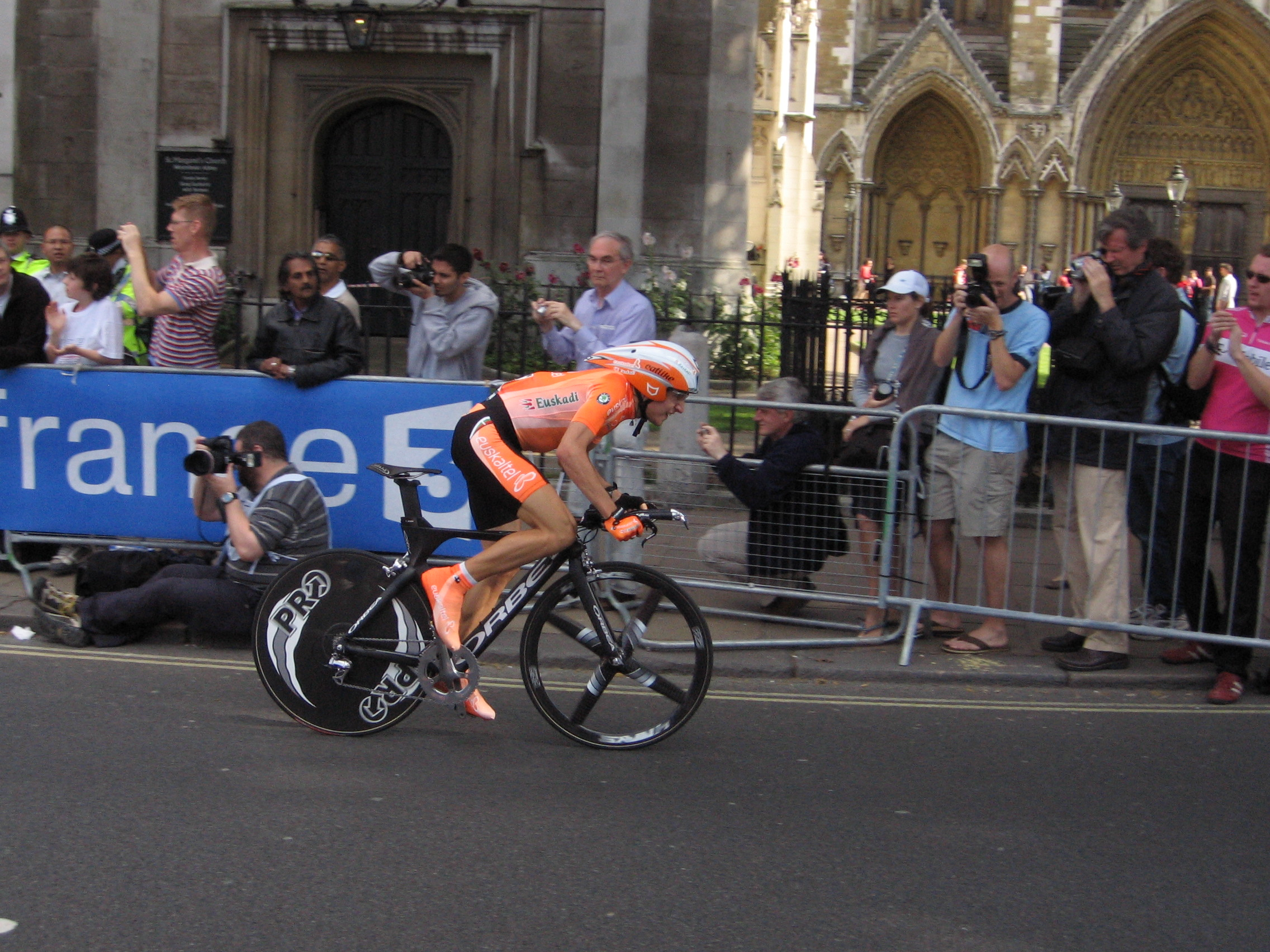
Igor Antón, en la jornada prólogo del Tour de Francia en Londres.

En el Tour de Romandía ganó la etapa reina al imponerse en la estación invernal de Morgins por delante del a la postre ganador absoluto Thomas Dekker (Rabobank) y Chris Horner (Predictor-Lotto). El escalador vizcaíno cerró su actuación en la ronda helvética, su primera prueba ProTour ese año, con un séptimo puesto en la clasificación general, al caer cinco plazas en la contrarreloj final de Lausana. Su siguiente actuación destacada llegaría un mes después, en la Dauphiné Libéré: su ataque en la ascensión al Mont Ventoux hizo que ese día concluyera tercero en la etapa, en un día en que el triunfo sobre el gigante de la Provenza correspondió a Christophe Moreau (Ag2r Prévoyance), que acabaría adjudicándose también la general; Pese a esos resultados, y a las puertas de debutar en el Tour de Francia, el galdacanés dijo que debía seguir aprendiendo y conociendo su cuerpo; su estreno en la ronda gala se saldó con un abandono consensuado con sus directores mediada la undécima etapa en Arlés, después de una mala primera semana.
Antón se recuperó para la Vuelta a España, donde tuvo una actuación de menos a más. Decimoctavo en los Lagos de Covadonga, inmediatamente después de su jefe de filas Samuel Sánchez y a minuto y medio de candidatos al triunfo final como Denís Menshov o Carlos Sastre, a partir de la segunda semana fue mejorando sus resultados: octavo en Ordino-Arcalís, cuarto en Granada bajando del Monachil, y quinto en Abantos. Esos buenos puestos en las etapas de montaña le auparon al octavo puesto en la general final, su mejor puesto hasta entonces en una gran vuelta, confirmándose con su actuación en la ronda española como uno de los futuros líderes de la formación; Antón mostró además su satisfacción por su trabajo de equipo en beneficio de su líder Samuel Sánchez, que se había saldado con las victorias del asturiano en Granada y Abantos. La joven promesa sería asimismo decimosegundo en el Giro de Lombardía, a 19 s del ganador Damiano Cunego (Lampre) y a 9 s de su capitán naranja, que al igual que en la Vuelta ocupó el tercer cajón del podio.

#### Zubeldia, de nuevo quinto en el Tour del combativo Txurruka
Los principales hombres que compondrían el nueve naranja para el Tour de Francia completaron su preparación para la ronda gala participando en la Dauphiné Libéré. En esa cita previa Mikel Astarloza fue séptimo en la general, mientras que el día del Mont Ventoux el joven Igor Antón fue tercero y Haimar Zubeldia. Zubeldia, que junto a Astarloza actuaría como jefe de filas en el Tour, se mostró confiado en que la remozada escuadra vasca realizaría un buen papel en el gran objetivo de la temporada, después de haberse preparado específicamente para ello.
El Tour de ese año se presentaba con la sombra del dopaje, después de que los sucesivos escándalos protagonizados durante años por ciclistas y equipos hubieran lastrado la credibilidad del deporte; en ese contexto, la ronda gala se presentaba a su salida en Londres sin un favorito claro. El kazajo Aleksandr Vinokúrov, uno de los principales candidatos y paciente del polémico médico Michele Ferrari, dio positivo por hemotransfusión homóloga (sangre de otra persona); él y todo su equipo Astana abandonaron la carrera, y semanas después su compañero y compatriota Andréi Kashechkin daría positivo por el mismo motivo. Para entonces ya se había descubierto testosterona al alemán Patrik Sinkewitz (T-Mobile), en lo que supuso el fin de la retransmisión televisiva en Alemania, y el hallazgo de ese mismo anabolizante a Cristian Moreni hizo que el Cofidis al completo se retirara también de la carrera. El gran escándalo sería no obstante el de Michael Rasmussen (Rabobank), quien portando el maillot amarillo de líder fue obligado a abandonar por su escuadra: el danés se había saltado varios controles antidopaje antes del Tour argumentando que se encontraba con su mujer en México, pero un comentarista de la RAI manifestó en antena que le había visto entrenándose por esas fechas en los Dolomitas (probablemente a las órdenes del doctor Ferrari, que tenía una de sus sedes en la cercana St. Moritz). El exnaranja Iban Mayo, que parecía haberse reencontrado en el Saunier Duval, dio positivo por EPO. El gran número de positivos y retirados modificó los resultados de las etapas y el desarrollo de la lucha por la general; esos casos de dopaje motivaron diversas respuestas: además de en la prensa, se produjeron varias protestas de aficionados al paso de la carrera, los equipos franceses y alemanes realizaron un plante, el presidente francés Nicolas Sarkozy y el Consejo de Europa se pronunciaron sobre lo sucedido, y se recrudecieron las malas relaciones entre ASO (organizadora del Tour) y la UCI.

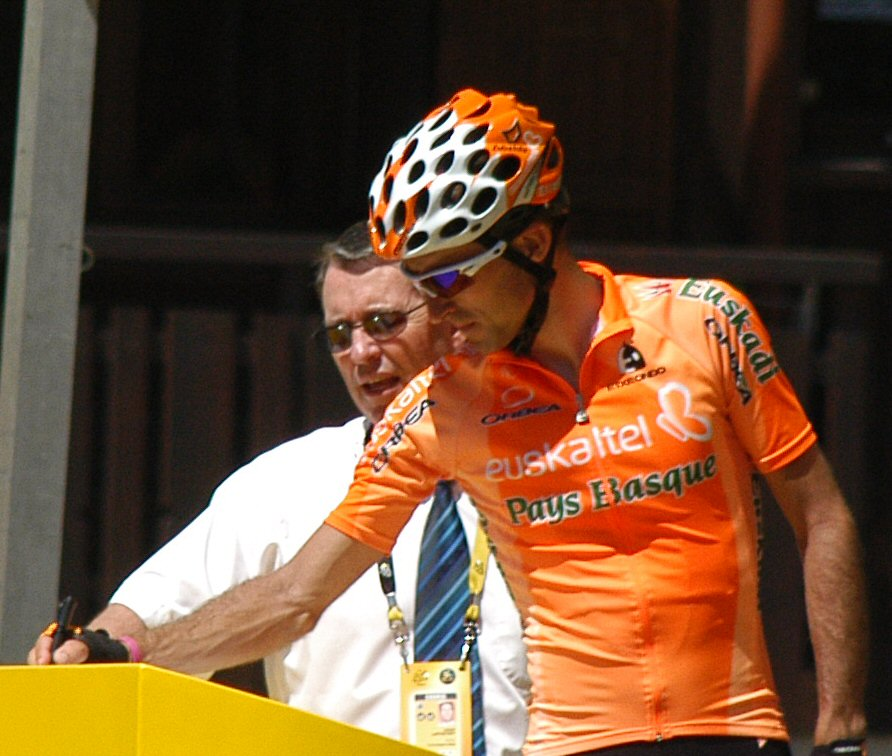
Haimar Zubeldia, durante un control de firmas del Tour de Francia en el que fue quinto en la clasificación general.

En lo relativo a la actuación del equipo en ese Tour de Francia, la escuadra tuvo su mejor actuación en años al meter a dos hombres entre los diez primeros de la clasificación general: el jefe de filas Haimar Zubeldia fue quinto, igualando su puesto de cuatro años antes, y el fichaje Mikel Astarloza noveno. Zubeldia mostró una actitud más agresiva en carrera, como en la etapa pirenaica de Loudenvielle donde recuperó cuatro minutos a los favoritos;
 Astarloza, la revelación de la formación, fue mejor que Zubeldia en las contrarrelojes de Albi y Angoulême, pero en la etapa reina del Aubisque el pasaitarra cedió más de seis minutos que le hicieron perder algún puesto en la clasificación. Además el joven Amets Txurruka ganó el trofeo de la combatividad tras sus numerosas fugas la ronda francesa,
 siendo el primer corredor del equipo en subirse al podio de París; el vizcaíno fue asimismo tercero en la clasificación de los jóvenes, cuyo maillot blanco llegó a portar en carrera por delegación dado que Alberto Contador (Discovery Channel) ganó también el amarillo de la general y el segundo Mauricio Soler (Barloworld) se hizo con el de lunares rojos como rey de la montaña. El secretario técnico Igor González de Galdeano y el líder Zubeldia mostraron al término de la Grande Boucle su satisfacción por el rendimiento de la formación, que incluyó el segundo puesto de Íñigo Landaluze en la jornada alpina de Le Grand-Bornand.
Poco después el equipo acudió a la Clásica de San Sebastián con su bloque del Tour, con el resultado de Astarloza sexto y Landaluze octavo.

#### Podio y tres etapas de Samuel Sánchez en la Vuelta

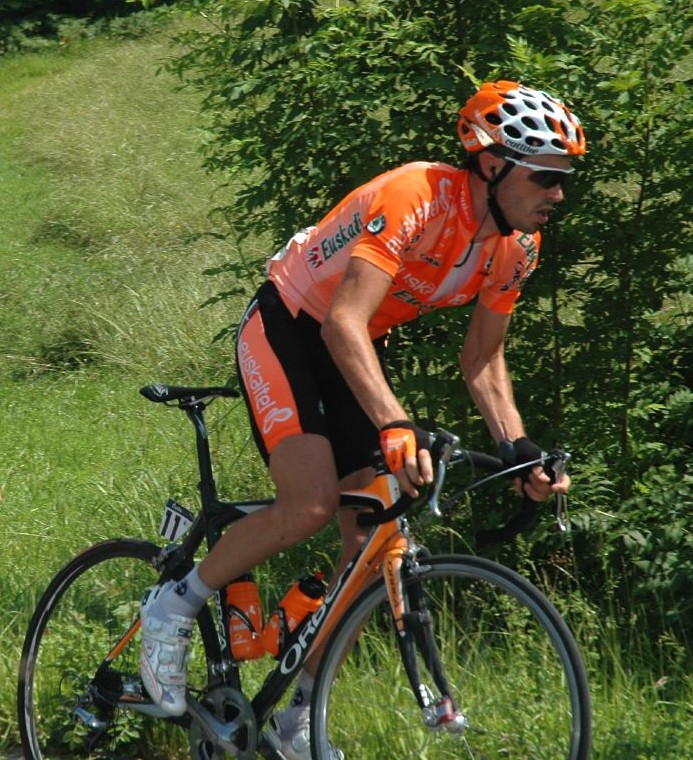
Samuel Sánchez fue tercero y ganó tres etapas en la Vuelta a España. En la imagen, durante la Bicicleta Vasca.

El mejor momento de la temporada llegó en la Vuelta a España: el jefe de filas Samuel Sánchez fue tercero en la clasificación general tras ganar tres etapas en diferentes registros (en descenso, en alto y contrarreloj) y se convirtió en el primer ciclista de la formación que subía al podio final de una gran vuelta. El asturiano empezó la ronda española perdiendo respecto a otros candidatos en torno a un minuto y medio en los Lagos de Covadonga, dos minutos más en la larga contrarreloj por autovía de Zaragoza, y un minuto extra en la primera etapa pireanica en Cerler. A partir de entonces iría mejorando sus prestaciones, llegando con los favoritos a Ordino Arcalís, y haciéndose con la victoria de etapa en Granada tras un rápido descenso desde el Monachil que culminó batiendo al sprint en la capital nazarí a su compañero de fuga. En la última semana culminaría su progresión en la general: eliminado Vladimir Efimkin (Caisse d'Epargne) camino a Ávila, el ovetense venció en Abantos (donde lo hiciera Laiseka en 1999) apoyado por la destacada estrategia de equipo dirigida por Gorka Gerrikagoitia, y en la contrarreloj del penúltimo día en Collado Villalba volvió a ganar. Esa victoria en la crono madrileña (a 54 km/h de velocidad media) le sirvió para auparse a la tercera plaza en la general, ya que los 19 s que le metió a Cadel Evans (Predictor-Lotto) hicieron que arrebatara ese puesto de honor al australiano por 10 s, por lo que Sánchez subió al tercer cajón podio de Madrid acompañando al maillot oro Denís Menshov (Rabobank) y el segundo clasificado Carlos Sastre (CSC). La octava posición final de Igor Antón y el segundo puesto en la clasificación por equipos completaron la participación del conjunto en esa Vuelta. La labor de equipo, y especialmente la compenetración entre Sánchez y Antón, fue especialmente destacada.
La temporada concluyó en el Giro de Lombardía, donde Samuel Sánchez fue tercero al encabezar el grupo que llegó a orillas del Lago de Como a diez segundos del dúo cabecero formado por los italianos Damiano Cunego (Lampre) y Riccardo Riccò (Saunier Duval). Poco antes el carbayón había sido séptimo en el Mundial de Stuttgart con la selección española: tras su controvertido papel en la subida principal del circuito, que rompió el pelotón y seleccionó a una docena de corredores dejando descolgado su compatriota y tricampeón mundial Óscar Freire, Sánchez quedó cortado y tampoco pudo disputar las medallas en el sprint del grupo cabecero, admitiendo a su llegada que se había precipitado.
Sus resultados de esa temporada, sumados a la progresión ascendente mostrada desde su estreno como profesional con el equipo vasco, confirmaron a Samuel Sánchez como el nuevo puntal de la escuadra. El asturiano, al que solo restaba un año de contrato, renovó poco después por varias temporadas tras negociar algunas modificaciones en el plano deportivo y una mejora de su ficha, si bien su salario habría sido mayor de haberse marchado a alguno de los otros conjuntos que le habían realizado una oferta para su incorporación.

#### Declaraciones de Madariaga sobre la plantilla y su potencial
A lo largo de ese año se especuló con la posibilidad de fichar a Juanma Gárate (Quick Step), intención revelada por el propio Miguel Madariaga en declaraciones a Radio Euskadi. A pesar de que Gárate mostró al secretario técnico Igor González de Galdeano su interés en fichar por el equipo, finalmente no se produjo un acuerdo para dicha incorporación, siendo los principales obstáculos la duración del contrato (solo le ofrecían un año, a pesar de que a otros ciclistas les ofrecieron dos) y las condiciones económicas (aunque dijo estar dispuesto a cobrar menos que en otros equipos); Gárate declaró que no comulgaba con Madariaga y dijo que de haber fichado por la escuadra vasca se hubiese arrepentido por ese motivo.
A la conclusión de la temporada Madariaga realizó una valoración positiva de la actuación de su formación en ese curso, ya que a su juicio habían hecho historia, El máximo dirigente del conjunto elogió a Galdeano ("He hecho lo más grande, que es ficharle a él"), y aseguró que de no haberse realizado esa reordenación el proyecto no habría tenido futuro.
Por otra parte, Madariaga mostró su confianza en que el proyecto del filial Orbea, de categoría Continental, pudiera proveer al primer equipo de corredores de calidad, después de que él mismo hubiera asegurado que la mitad de la plantilla del Euskaltel-Euskadi en 2007 no tenía nivel para correr en un equipo UCI ProTeam como el suyo. El mánager general indicó asimismo que la formación había vivido un cambio en lo referente a la contratación y que como consecuencia mandaba el equipo y no los corredores, al contrario de lo ocurrido hasta entonces. En ese sentido, el principal fichaje para la siguiente campaña, un Egoi Martínez que volvía a la disciplina naranja tras la desaparición del Discovery Channel dirigido por Johan Bruyneel en el que había militado las dos campañas anteriores, fue informado sobre el nuevo funcionamiento interno antes de firmar su reincorporación.

### 2008

#### Un arranque sin victorias de primer nivel

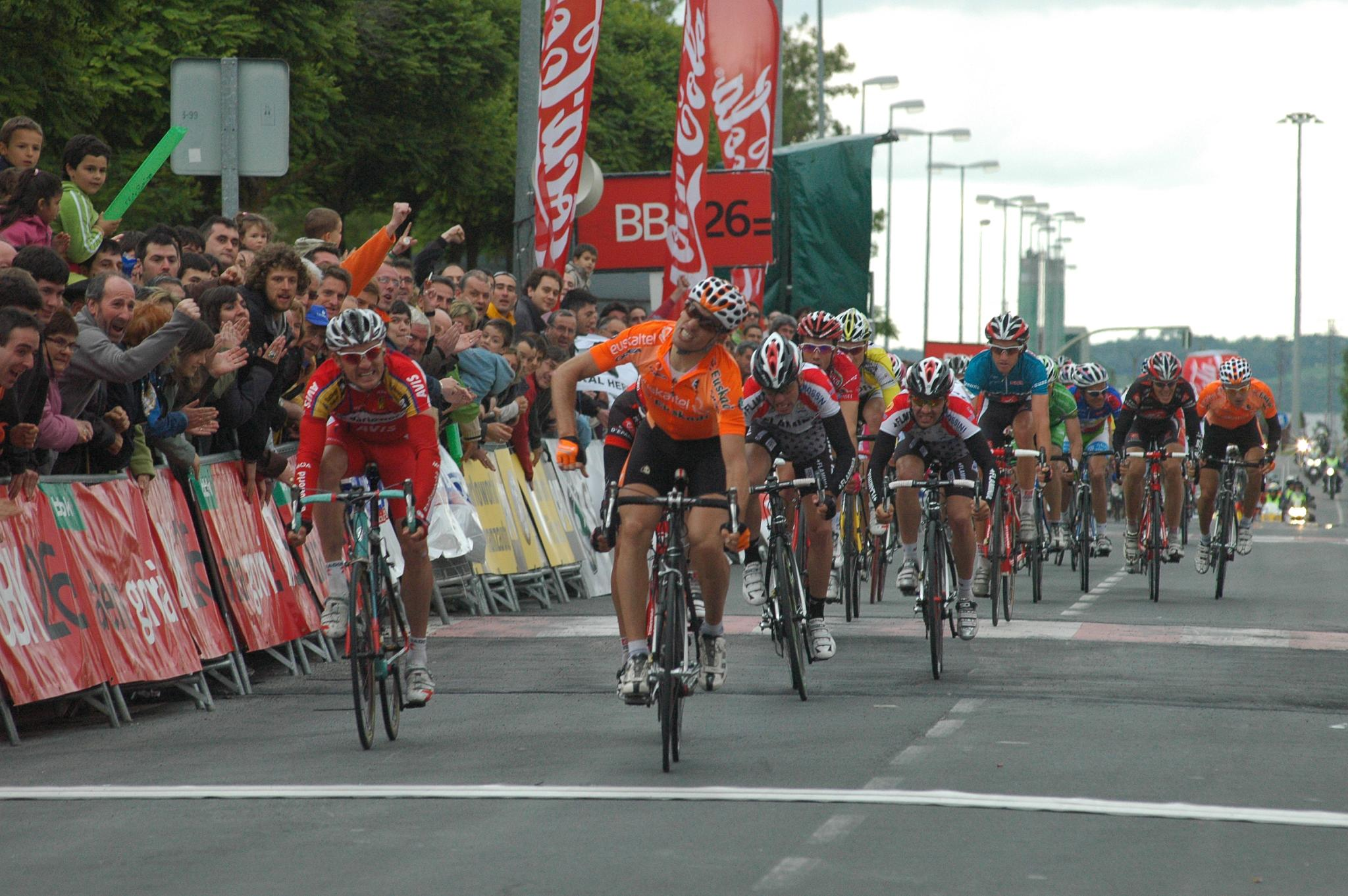
Koldo Fernández de Larrea, venciendo al sprint en Salvatierra durante la Bicicleta Vasca.

Las discrepancias existentes entre la UCI y los organizadores de las tres grandes vueltas hicieron que ese año las grandes carreras de la temporada no estuvieran englobadas en un calendario unificado: RCS (Giro de Italia), ASO (Tour de Francia) y Unipublic (Vuelta a España) retiraron todas sus competiciones del ProTour, que quedó así limitado a menos de veinte pruebas entre las que no se incluían ni las rondas de tres semanas ni ninguno de las cinco clásicas consideradas monumentos del ciclismo.
Los primeros meses de la temporada transcurrieron sin que la formación pudiera estrenar su casillero de victorias en carreras de primer nivel, ya estuvieran estas enmarcadas en el ProTour o en el circuito alternativo. Lo más destacado de ese arranque de campaña fueron las victorias de etapa al sprint logradas por Koldo Fernández de Larrea, que ese curso sumaría hasta cinco triunfos parciales en pequeñas vueltas por etapas del circuito continental europeo: Vuelta a Murcia, Vuelta a Castilla y León, Bicicleta Vasca, Vuelta a Burgos y Tour de Vendée (en orden cronológico). Sin embargo, el velocista alavés no pudo obtener un éxito semejante en una gran cita, siendo en ese sentido sus mejores resultados sendos terceros puestos tras llegada masiva en el Giro de Italia y la Vuelta a España.
En la Vuelta al País Vasco, la prueba de casa para el equipo, ningún corredor de la escuadra pudo obtener una victoria de etapa y tampoco entrar en el podio, en una edición liderada de principio a fin por Alberto Contador y que tuvo como protagonista al exnaranja David Herrero, vencedor en Viana y aspirante a un puesto de honor hasta que una caída le impidió tomar la salida el último día. El jefe de filas del conjunto vasco, Mikel Astarloza, llegó con otros favoritos en las principales etapas, incluida una penúltima jornada bajo la lluvia en la que se subió el muro de Aya, pero en la contrarreloj final de Orio se vio superado por otros líderes mejor adaptados a esa disciplina; el pasaitarra terminó así sexto en la clasificación general, a 1 min 37 s de Contador y a más de un minuto de Cadel Evans (segundo) y Thomas Dekker (tercero). El navarro Egoi Martínez se adjudicó la clasificación de la montaña.
Astarloza fue semanas después quinto en el Tour de Romandía, a 54 s del ganador Andreas Klöden y a once del tercer cajón del podio ocupado por Marco Pinotti; al igual que en la ronda vasca, el resultado final estuvo marcado por lo ocurrido en la contrarreloj individual, siendo las diferencias finales en la general prácticamente las mismas que las marcadas en la crono de Sion. Por otra parte, Haimar Zubeldia fue sexto en la Volta a Cataluña, idéntica plaza que la obtenida en la etapa reina de Seo de Urgel.

#### Antón: decepción en Arrate y triunfo con podio en Suiza

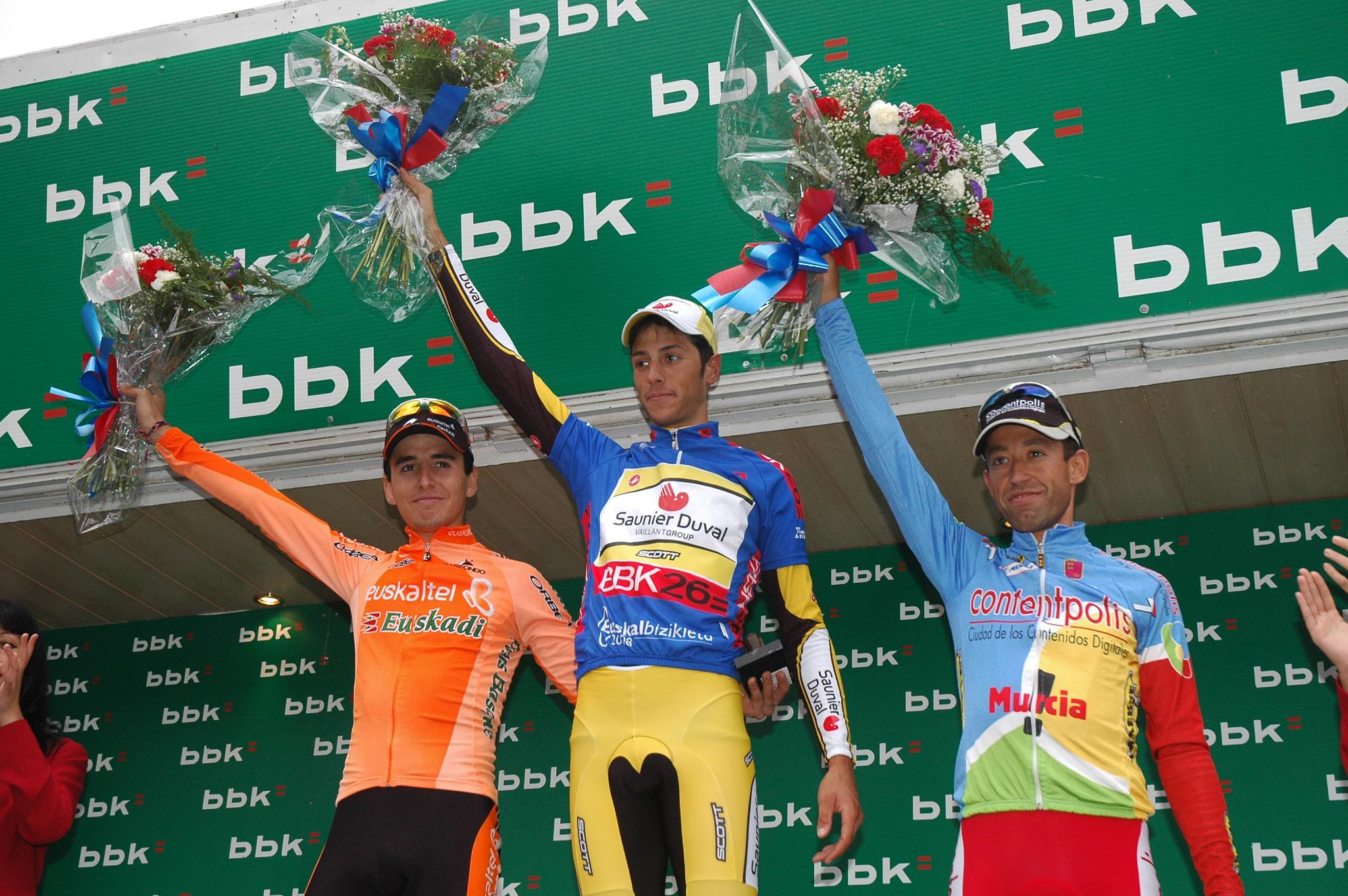
Igor Antón, en el podio final de la Bicicleta Vasca por su segunda plaza tras lo ocurrido en la llegada a Arrate.

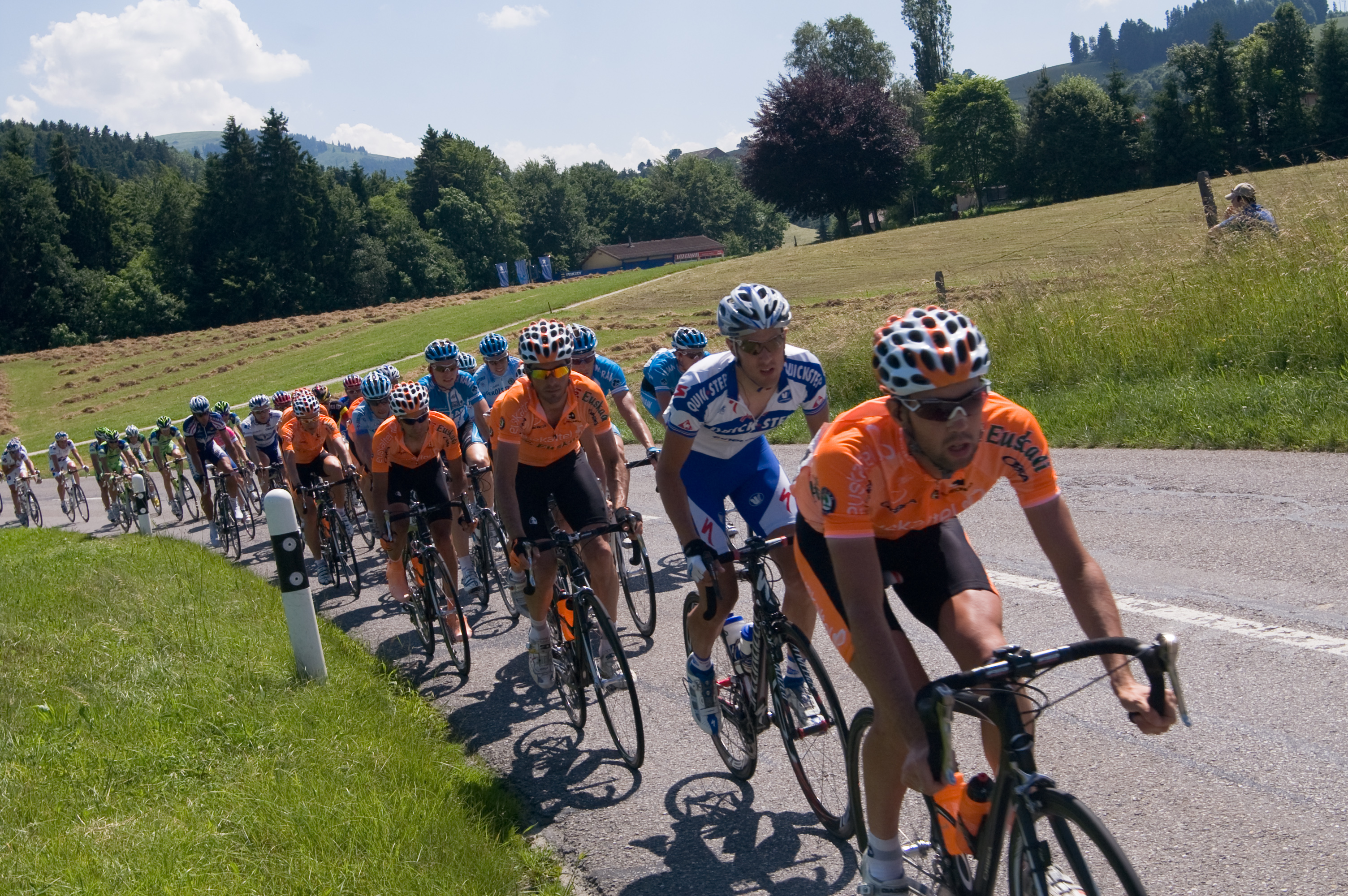
El equipo, en la Vuelta a Suiza en la que Igor Antón ganó una etapa y fue tercero en la clasificación general.

Ese año Igor Antón realizó un calendario distinto al anterior: no correría el Tour de Francia, y sus objetivos se centrarían en las carreras previas a la ronda gala disputadas en junio para posteriormente descansar y preparar de cara a septiembre la Vuelta a España, a la que acudiría por primera vez con la vitola de ser el jefe de filas. Su arranque de temporada se vio condicionada por unas molestias en sus tendones de Aquiles.
A comienzos de junio se disputó la Bicicleta Vasca, en una edición que evidenciaría el proceso de decadencia experimentado por la cita eibarresa: se disputaron solo tres etapas, ninguna de ellas contrarreloj. Después de dos jornadas al sprint (con polémica en Baquio al haberse agarrado a un coche Dani Moreno ascendiendo Sollube, y triunfo de Koldo Fernández de Larrea en Salvatierra), la carrera se decidiría en la tradicional subida a Arrate. Antón coronó el alto con cierta ventaja sobre Eros Capecchi, pero en los dos kilómetros finales de suave descenso hasta el Santuario Antón se vio superado por la derecha por Capecchi cuando él miraba hacia atrás por su izquierda; el vizcaíno ya no pudo entrar a rueda del italiano, concluyendo así segundo tanto en la etapa como en la general.
El galdacanés se resarciría días después en la Vuelta a Suiza, considerada como la cuarta gran vuelta y en la que afinaban su preparación para el Tour algunos de los principales candidatos a hacerse con la ronda gala. Antón ganó la etapa alpina de Flumserberg bajo unas duras condiciones meteorológicas, vistió el maillot amarillo de líder durante cuatro días (hasta la cronoescalada al Klausenpass) y terminó tercero en la general, acompañando en el podio final de Berna al ganador Roman Kreuziger y el segundo clasificado Andreas Klöden.
Los resultados obtenidos en junio no modificaron su calendario, quedando fuera del Tour para encabezar posteriormente al cuadro naranja en la Vuelta.

#### Regreso al Tour de Samuel Sánchez y oro olímpico en Pekín
Ese año Samuel Sánchez se centró en el Tour de Francia, donde no participaba desde su abandono en 2003, renunciando para ello a su calendario habitual consistente en diversas carreras de primavera (País Vasco y clásicas de las Ardenas) y la Vuelta a España, esquema con el que había obtenido sus mejores resultados hasta entonces. El asturiano acudiría secundado entre otros por Haimar Zubeldia y Mikel Astarloza, quinto y séptimo respectivamente en la preparatoria Dauphiné Libéré.
En la ronda gala Sánchez fue finalmente sexto en la clasificación general, a seis minutos del ganador y a cuatro del podio, aunque no pudo conseguir un triunfo de etapa. Vigésimo en la contrarreloj de Cholet y con los favoritos en el Macizo Central, en la etapa pirenaica de Hautacam cedió tres minutos respecto a Carlos Sastre, Cadel Evans y Denís Menshov; su mejor actuación se produjo en Alpe d'Huez, donde fue segundo tras batir al sprint a Andy Schleck el día que el ganador Sastre se enfundó el maillot amarillo de líder. Después de la contrarreloj larga de la penúltima jornada el ovetense terminó como séptimo clasificado, pero la posterior descalificación del inicialmente tercero Bernhard Kohl hizo que avanzara un puesto, en una edición de la Grande Boucle marcada por los sucesivos casos de dopaje: Riccò, Piepoli, Schumacher y Kohl dieron positivo por CERA y el Saunier Duval se retiró en bloque de la carrera, entre otros sucesos relacionados.
La participación de la escuadra naranja, que fue una de las tres únicas formaciones que llegaron a París con sus nueve hombres aún en carrera y concluyó cuarta en la clasificación por equipos, incluyó también la decimoquinta plaza final de Astarloza y especialmente la lucha por el triunfo de etapa de Egoi Martínez en la etapa de montaña de Prato Nevoso: considerado el hombre fuerte de la escapada, el navarro se vio superado por Simon Gerrans después de que el australiano le hubiera supuestamente engañado momentos antes diciéndole que no le disputaría la victoria. A pesar de que formación no había cumplido su objetivo inicial consistente en lograr una victoria de etapa, el secretario técnico Igor González de Galdeano se mostró al término de la ronda gala satisfecho con el desempeño y los resultados del conjunto.
El 9 de agosto Samuel Sánchez ganó la medalla de oro de ciclismo en ruta en los Juegos Olímpicos de Pekín 2008: integrado en el grupo de seis hombres que llegaron destacados a meta para disputarse los metales, fue el más rápido en el sprint ascendente junto a la Gran Muralla China en Juyongguan. El asturiano estuvo acompañado en el podio por Davide Rebellin y Fabian Cancellara, aunque el posterior positivo por CERA de Rebellin hizo que se reasignaran las preseas de plata y bronce a Cancellara y Aleksandr Kolobnev respectivamente. El triunfo de Sánchez, que había acudido a dicho evento como miembro de la delegación española dirigida por Paco Antequera junto a Alberto Contador, Carlos Sastre, Alejandro Valverde y Óscar Freire, suponía que el Euskaltel-Euskadi tomaba el relevo al Quick Step de Paolo Bettini como el equipo en el que militaba el vigente campeón olímpico.
El éxito olímpico de Samuel Sánchez supuso a la formación vasca el pago de un plus según lo estipulado en su contrato, y motivó asimismo el interés por contratarle del Cervélo, la nueva escuadra que estaría liderada por Carlos Sastre: según trascendió a la prensa, la escuadra suiza ofrecía una mejora sustancial de su salario a Sánchez, quien tenía no obstante dos años más de contrato en vigor y una cláusula de rescisión fijada en torno a los 900.000 euros.
 Finalmente los responsables naranjas llegaron a un acuerdo para la continuidad del asturiano, que vio nuevamente aumentada su ficha pocos meses después de su anterior renovación. El mánager general Miguel Madariaga mostró su satisfacción por la resolución del caso, y definió a Sánchez como "el buque insignia de un proyecto ciclista que es único a nivel internacional".

#### Caída del aspirante Antón en la Vuelta

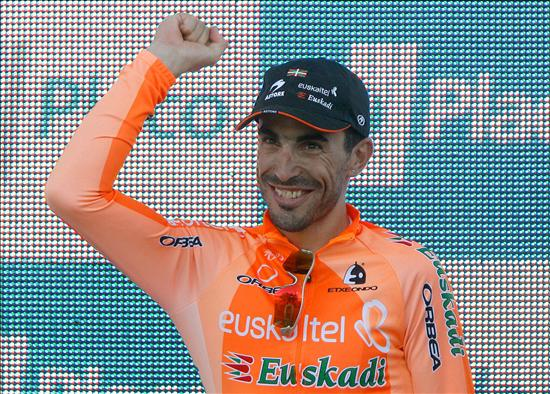
Egoi Martínez, en el podio momentos antes de enfundarse el maillot oro como líder provisional de la Vuelta a España, que portó durante cuatro días.

El equipo acudió a la Vuelta a España encabezado por Igor Antón, en lo que suponía el estreno de éste como jefe de filas naranja en una gran vuelta. En la corta contrarreloj por equipos de Granada con la que se iniciaba la ronda española la formación marcó el tiempo más rápido en el punto intermedio y fueron segundos en meta a 8 s del Liquigas, en lo que suponía el mejor resultado de la escuadra naranja en esa disciplina. Antón continuó durante las siguientes jornadas con la vitola de candidato a lograr un buen puesto: perdió poco tiempo en la crono individual de Ciudad Real, salvando así el peor día para sus características de escalador, y tras haber estado con los mejores en las dos etapas pirenaicas marchaba sexto en la clasificación general. Sin embargo, el día de la decisiva subida al Angliru el vizcaíno se cayó en el puerto previo de El Cordal, sufriendo una fractura de clavícula que le obligó a retirarse de la carrera. Ya sin su principal referente, la escuadra concluiría la ronda sin victorias de etapa y con la incógnita sobre qué hubiera ocurrido sin el abandono del galdacanés.
El hecho más destacable para la formación en esa Vuelta fue el liderato provisional ostentado por Egoi Martínez durante cuatro jornadas: el navarro se enfundó el jersey oro en Sabiñánigo merced a su participación en la fuga, siendo la primera vez en la que un corredor del equipo portaba el maillot de líder de la general de una de las tres grandes vueltas. Egoi Martínez mantuvo esa condición hasta el Angliru, donde cedió el liderato al a la postre ganador absoluto Alberto Contador, aunque se mantuvo entre los diez primeros en la general hasta concluir noveno, a casi 11 minutos de Contador. Asimismo, el equipo finalizó tercero en la clasificación por equipos de la Vuelta a España, igualando el puesto logrado un año antes.

#### Marcha de Zubeldia y final de Odriozola y Etxeondo
El equipo anunció a final de temporada que el director deportivo principal Jon Odriozola no permanecería en el equipo, al no llegar ambas partes a un acuerdo para la extensión de su contrato; las desavenencias que motivaron su no continuidad estaban motivadas en el deseo de Odriozola de contar con una mayor capacidad de decisión. Además, el ciclista Haimar Zubeldia decidió cambiar de aires después de once temporadas en la formación, en la que había militado desde su debut como profesional, y fichó por el equipo Astana. Entre otras bajas se produjo también la del médico Eduardo González Salvador.
La de 2008 fue también la última temporada en la que la escuadra utilizó equipaciones ciclistas de la firma vasca Etxeondo, suministradora desde la fundación del equipo, después de que los responsables de la formación firmaran un contrato con la marca italiana Nalini-MOA.

## Los hermanos Galdeano, directores deportivos
De cara a 2009 el equipo entró en una nueva fase, ya que el hasta entonces secretario técnico Igor González de Galdeano pasó a ser el director deportivo principal. De esta forma el exciclista alavés vio ampliado su poder como máximo responsable del área deportiva, ya que a su papel al frente de la planificación deportiva sumaba a partir de entonces el mando en carrera. Gorka Gerrikagoitia, Josu Larrazabal y Alex Díaz, por su parte, ejercerían como directores auxiliares. Galdeano incorporó un año más tarde a su hermano Álvaro, tras tres temporadas como director del filial Orbea.
El equipo anunció que a partir de 2009 Igor González de Galdeano sería, además de adjunto al mánager como secretario técnico, el director deportivo principal, reafirmando su papel de jefe deportivo del equipo. Gorka Gerrikagoitia, Josu Larrazabal y Alex Díaz, por su parte, ejercerían como directores auxiliares del primero.

### 2009

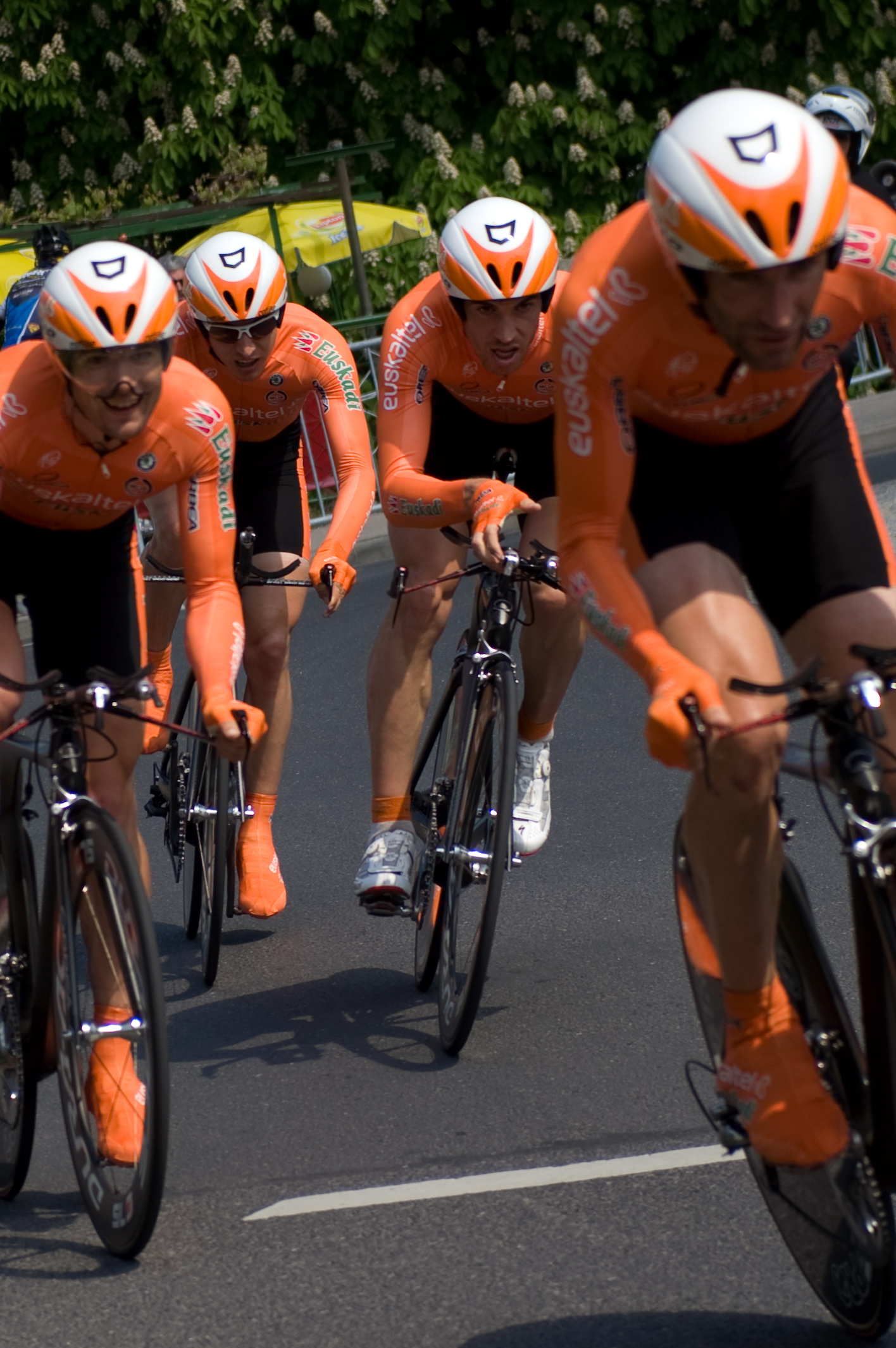
Corredores del equipo en la contrarreloj por equipos del Tour de Romandía 2009.

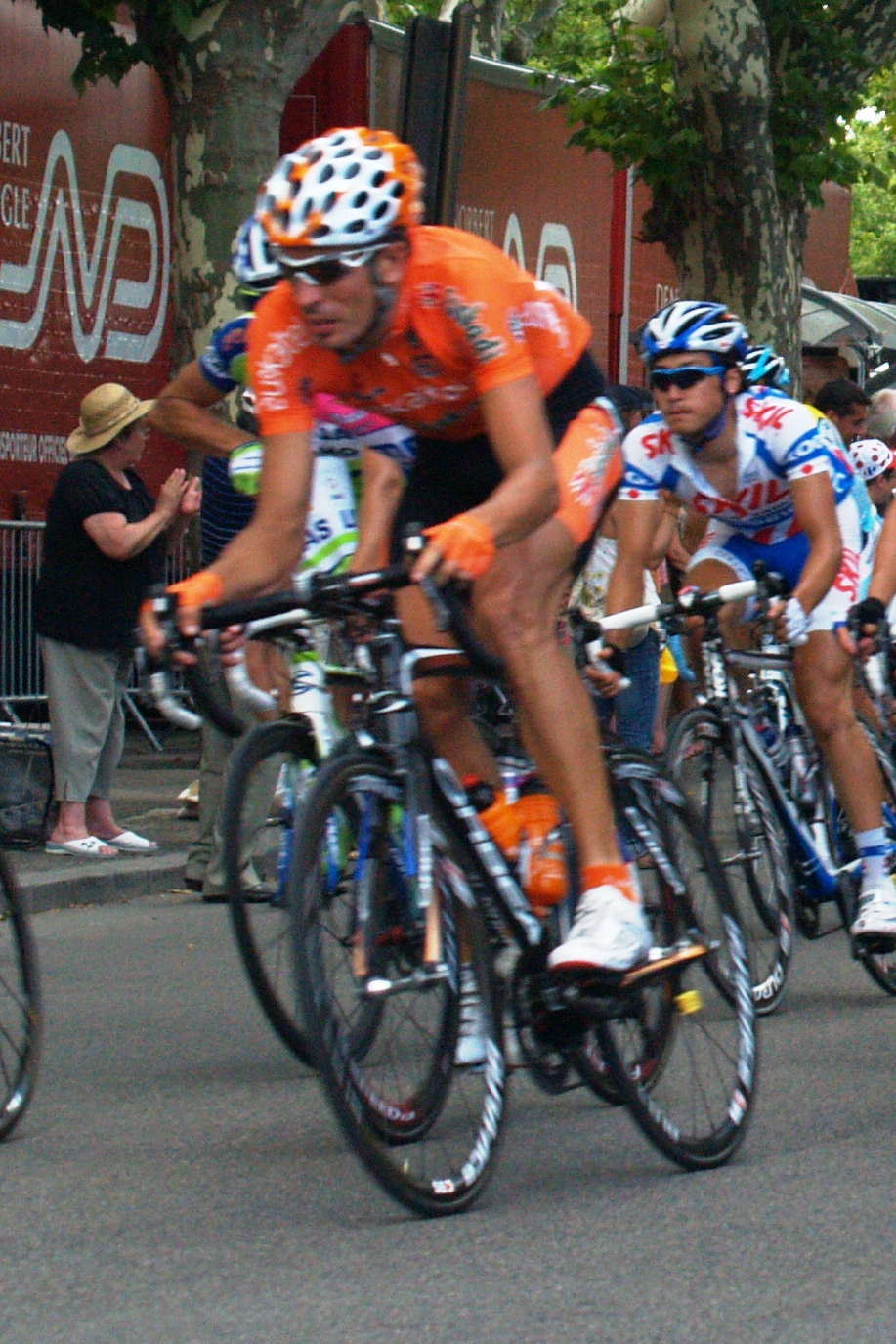
Astarloza, en la 3.ª etapa del Tour de Francia 2009.

En esta temporada el equipo solo tuvo necesidad de correr el 75% de las carreras de primer nivel, como giros, vueltas y tours. Se consideró como primera opción prescindir del Giro de Italia, y otras competencias de ser necesario Además, Euskaltel no incrementó su inversión este año.
La temporada se inició con el triunfo de Markel Irizar en la clasificación de la montaña del Tour Down Under (primera carrera del año del UCI ProTour y que corría el equipo) en Australia y poco después con la primera victoria de la temporada a manos de Koldo Fernández en la 2.ª etapa de la Vuelta al Algarve. En marzo, en la Tirreno-Adriático, Egoi Martínez consiguió el triunfo en la clasificación de la montaña.
En la Vuelta al País Vasco, uno de los grandes objetivos del equipo, Samuel Sánchez fue tercero en la clasificación general que ganó Alberto Contador (Astana); además se consiguieron buenos puestos en las clasificaciones secundarias como la victoria del propio Samuel en la clasificación de la regularidad, la victoria de Egoi Martínez en la clasificación de las metas volantes y los segundos puestos en la clasificación por equipos (a solo un segundo de los vencedores) y en la clasificación de la montaña a cargo de Aitor Hernández (a solo dos puntos del vencedor).
El equipo tuvo una buena actuación en junio en la Dauphiné Libéré, una carrera habitualmente preparatoria de cara a la Grande Boucle, con Mikel Astarloza quinto en la general final, tras una buena actuación que incluyó un ataque a los favoritos en el Izoard. Poco después Astarloza fue tercero en el Campeonato de España de ruta, logrando la medalla de bronce.
En el Tour de Francia, Astarloza, quien acudió a la ronda gala como el jefe de filas, ganó el 21 de julio la decimosexta etapa (segunda etapa alpina), con final en Bourg-Saint-Maurice, tras atacar a sus compañeros de fuga en los kilómetros finales. Se trataba de la mayor victoria del corredor y la tercera victoria de etapa del conjunto naranja en sus nueve participaciones en el Tour (donde no ganaba desde 2003, con Mayo en Alpe d'Huez). Asimismo, Egoi Martínez encabezó la clasificación de la montaña durante cuatro jornadas (finalmente fue segundo en esa clasificación), convirtiéndose en el primer ciclista del equipo en portar el maillot de lunares rojos. Finalmente Astarloza, quien llegó a ser noveno, fue decimoprimero en la clasificación general, tras ceder dos puestos en las tres últimas etapas, no logrando así el objetivo secundario de meterse entre los diez primeros,
Durante la ronda gala, exactamente el 17 de julio, la UCI anunció que Íñigo Landaluze había dado positivo por CERA en dos controles antidopaje, realizados el 7 y el 16 de junio (en la primera etapa de la Dauphiné Libéré y fuera de competición, respectivamente). Antes de dicho anuncio el corredor había sido apartado del equipo (no disputando el Campeonato de España) tras haber presentado anomalías (sin dar positivo) en la densidad de su orina en un control interno. Tras la noticia del positivo Landaluze emitió una nota en el que reconocía haberse dopado y eximía de culpabilidad al equipo, renunciando asimismo al contraanálisis y anunciando su retirada del ciclismo.
El 31 de julio la UCI anunció que Astarloza había dado positivo por EPO recombinante en un control antidopaje de orina realizado por el CSD el 26 de junio, pocos días antes del Campeonato de España de ruta y el comienzo de la ronda gala. El ciclista, apoyado por el equipo, pidió el contraanálisis. En caso de que se confirmara el positivo le serían retirados los logros alcanzados tras dicho control, por lo que la victoria de la decimosexta etapa del Tour pasaría así al segundo clasificado en dicha jornada: Sandy Casar (Française des Jeux). El 8 de septiembre la UCI comunicó al corredor que el contraanálisis había confirmado el positivo.
En la Vuelta a España Samuel Sánchez salió como uno de los grandes favoritos a la victoria final, aunque finalmente no logró ese objetivo al ser segundo en la general final, a 55 segundos de ganador Alejandro Valverde (Caisse d'Epargne), quien lució el maillot oro en el podio de Madrid acompañado de Samuel y del tercer clasificado, Cadel Evans (Silence-Lotto). Ni él ni ningún otro integrante del equipo consiguió una victoria de etapa, motivo por el cual las conclusiones de Samuel, que subía por segunda vez en su carrera al podio de la Vuelta, no fueron todo lo positivas que se cabrían esperar. Así, el asturiano se lamentó de la caída sufrida en la 8.ª etapa (con final en Aitana), que le hizo bajar su rendimiento en la siguiente etapa (con final en Xorret de Catí), así como de los cinco segundos que le separaron de la victoria de etapa en la contrarreloj de Toledo (en la que se impuso el especialista David Millar). Galdeano, por su parte, realizó un balance más optimisa y calificó de histórico el segundo puesto de Samuel (que era el mejor puesto en la general de la Vuelta de un ciclista del equipo en sus dieciséis temporadas de historia), aunque lamentó la oportunidad perdida y la ausencia de victorias de etapa.
En la última gran clásica del año, el Giro de Lombardía, Samuel Sánchez fue segundo tras ser superado en el sprint final por Philippe Gilbert (Silence-Lotto), con el que había llegado escapado a la meta de Como. Esos buenos resultados en la parte final de la temporada le auparon hasta el tercer puesto en la clasificación individual final del UCI World Ranking estrenado ese año, por detrás de Contador y Valverde.

### 2010
Diputados de Vizcaya aumentó su inversión en el equipo este año para compensar la bajada de GV.
La principal novedad en la plantilla fue la incorporación de Beñat Intxausti; aunque la idea de Intxausti y de Miguel Madariaga (máximo responsable del equipo) era firmar un contrato por dos temporadas, el agente del corredor impuso que el contrato fuera por una única temporada.
Los primeros meses de competición transcurrieron sin victorias, siendo lo más destacado los buenos puestos logrados por Samuel Sánchez e Intxausti en la París-Niza y el Critérium Internacional disputado ese año en Córcega.

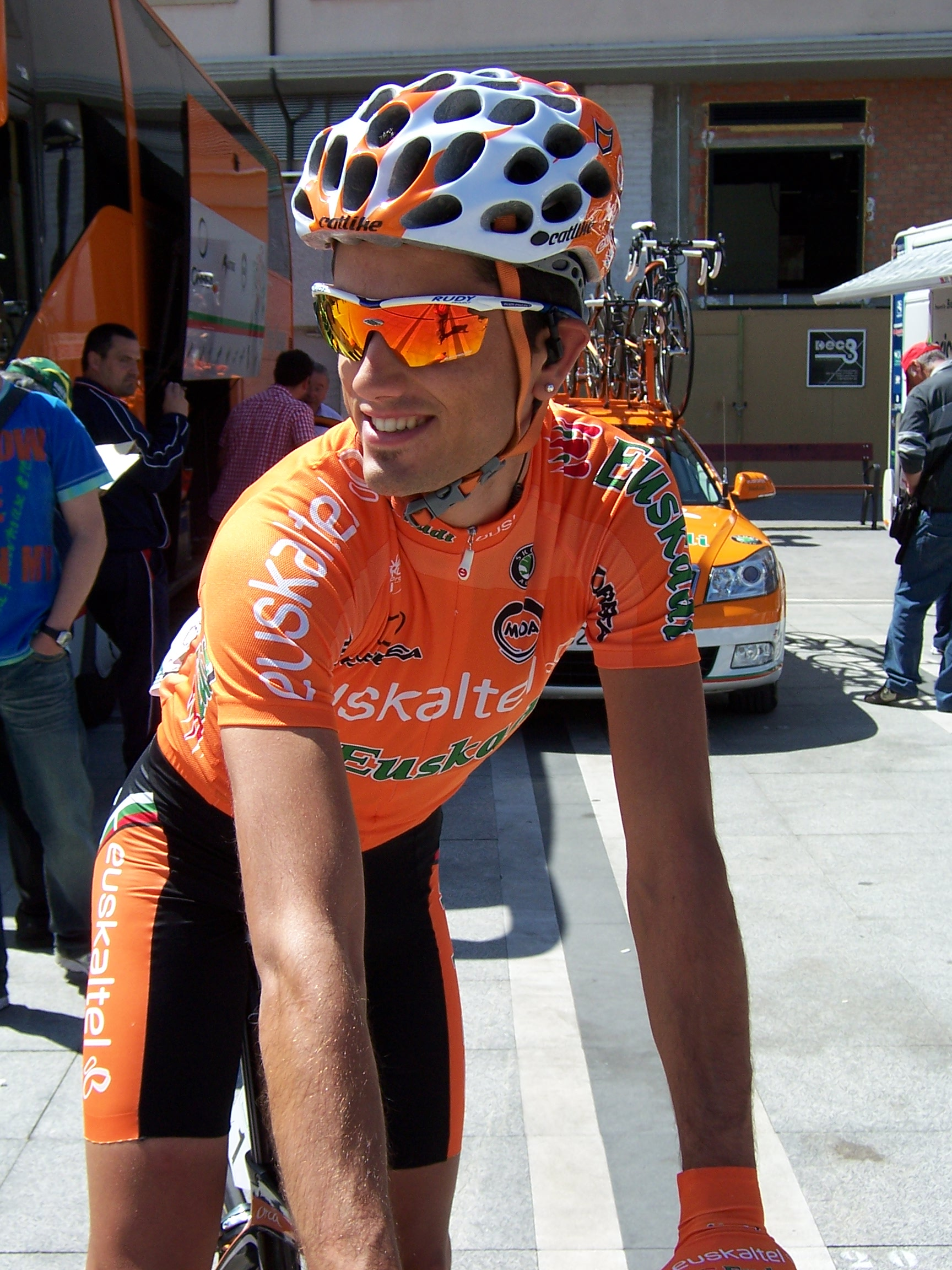
Intxausti, días después de la Vuelta al País Vasco.

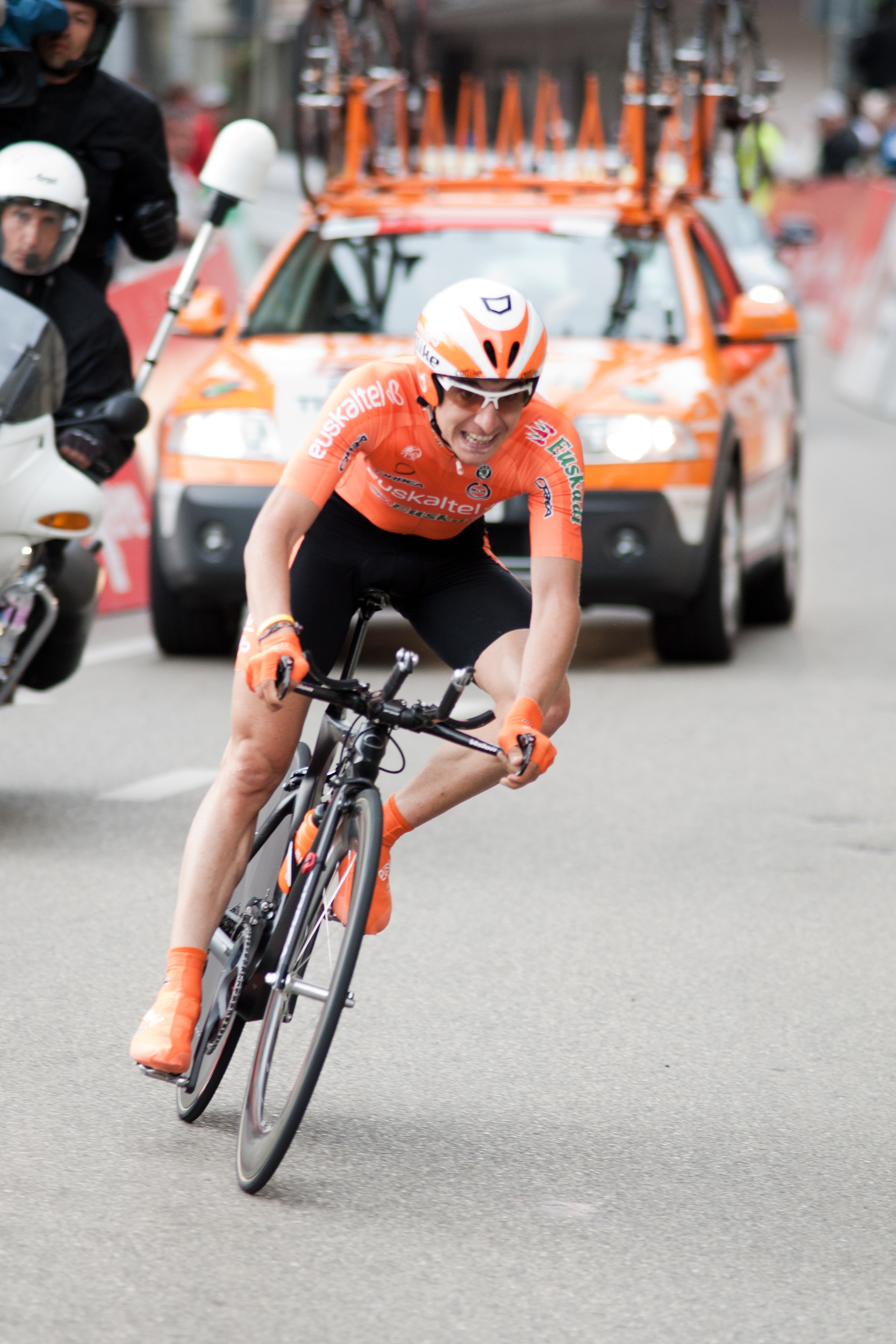
Igor Antón, durante la contrarreloj del Tour de Romandía 2010.

En la Vuelta al País Vasco los planes iniciales del equipo se vieron trastocados en la primera etapa con inicio y final en Ciérvana al no poder aguantar su teórico jefe de filas Samuel Sánchez en el grupo de favoritos durante la subida a Putxeta-Las Calizas, con lo que el objetivo de lograr un buen puesto en la general quedó en manos de Intxausti; la táctica del equipo fue objeto de controversia cuando se ordenó parar al otro naranja que iba en el grupo junto a Intxausti para que esperara a Samuel de cara al descenso. Descartado ya para la lucha por la general, el asturiano logró la primera victoria de la temporada para el equipo en Arrate, tras lanzar un ataque en la subida final que contó con el consentimiento del en ese momento líder Alejandro Valverde. En la penúltima jornada Amets Txurruka sufrió una caída entre las dos subidas a Aya cuando iba escapado y era virtual ganador de la clasificación de la montaña, mientras que ante la fuga de Joaquim Rodríguez fue Intxausti (y no Samuel) a quien se ordenó tirar del grupo de favoritos. En la contrarreloj final de Orio Intxausti escaló dos puestos en la general para subir al podio como tercer clasificado, junto a Chris Horner y Valverde. La posterior descalificación de Valverde hizo que Intxausti pasara a ser segundo en la clasificación final oficial.
Un día después de la conclusión de la ronda vasca el equipo logró el doblete en la Klasika Primavera de la mano de Samuel Sánchez (escapado en los kilómetros finales) e Igor Antón (quien afinaba su puesta a punto para las siguientes carreras siendo segundo tras haber estado escapado gran parte de la prueba y superar en el sprint del grupo a Frank Schleck). Antón ganó la etapa reina de la Vuelta a Castilla y León con final en el Alto del Morredero imponiéndose a Alberto Contador, pero en la posterior contrarreloj de Ponferrada cedió el liderato ante el pinteño para concluir segundo en la clasificación general.
Sería precisamente el escalador vizcaíno quien encabezaría a la escuadra de cara a las clásicas de las Ardenas, ya que el tradicional líder naranja para esas carreras, Samuel Sánchez, había decidido descansar y centrarse en su preparación de cara al Tour. Igor Antón tuvo una destacada actuación en la Flecha Valona: lanzó un duro ataque en el Muro de Huy que rompió el grupo y le situó en cabeza de carrera durante unos instantes, aunque en los metros finales fue superado por tres corredores para finalizar cuarto y fuera del podio. Fuji fue noveno en la última carrera del tríptico, el monumento Lieja-Bastoña-Lieja.
Antón cerró su calendario primaveral en el Tour de Romandía. En una última jornada montañosa y pasada por agua con inicio y final en Sion estuvo escapado en solitario para ser finalmente atrapado por el grupo de favoritos encabezado por Valverde; en el sprint del grupo por la victoria de etapa fue segundo al verse superado por el murciano, quien también arrebató ese último día el liderato a Michael Rogers. La posterior descalificación de Valverde hizo que Antón pasara a ser el ganador de la etapa y noveno clasificado en la general.

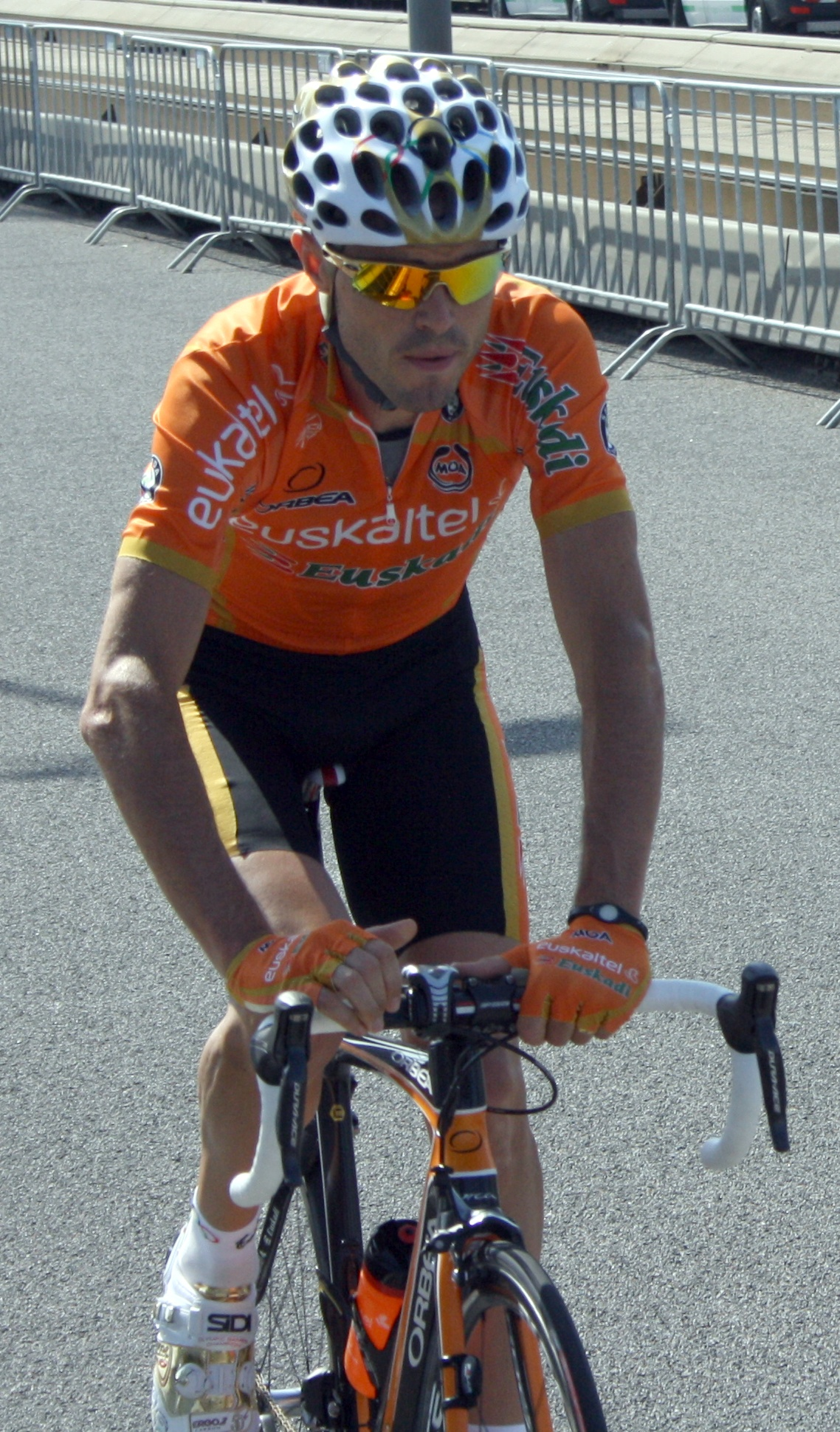
Samuel Sánchez, en el Tour de Francia.

En la Dauphiné Libéré. En la Vuelta a Suiza. Koldo Fernández de Larrea fue tercero en el Campeonato de España disputado en Albacete, subiendo así al podio para recibir la medalla de bronce.
En el Tour de Francia Samuel Sánchez finalizó cuarto en la general tras haber luchado durante el transcurso de la ronda gala por el tercer cajón del podio de los Campos Elíseos de París. En una edición marcada por el duelo entre Alberto Contador y Andy Schleck por hacerse con el maillot amarillo, y que concluyó con el español primero y el luxemburgués segundo, la lucha por esa tercera posición enfrentó a Samuel con Denís Menshov; aunque el corredor naranja era tercero en la clasificación provisiona tras el paso por los Alpes y los Pirineos (incluida la etapa con final en el Tourmalet, en la que pese a sufrir una caída logró ampliar su ventaja respecto al ruso), finalmente fue superado por Menshov en la contrarreloj de Burdeos disputada en la penúltima jornada. La clasificación final del Tour (y, por tanto, el puesto final de Samu) se encuentra no obstante a la espera del dictamen de las autoridades deportivas competentes después de que en una muestra sanguínea tomada durante un control antidopaje a Alberto Contador se detectara la presencia de clembuterol, una sustancia considerada dopante. La participación del equipo concluyó sin victorias de etapa, siendo quien más cerca estuvo de conseguirlo el propio Samuel en la etapa alpina con meta en Morzine-Avoriaz, donde tras haber lanzado un ataque en los kilómetros finales de ascensión se vio superado en los últimos metros por Andy Schleck.

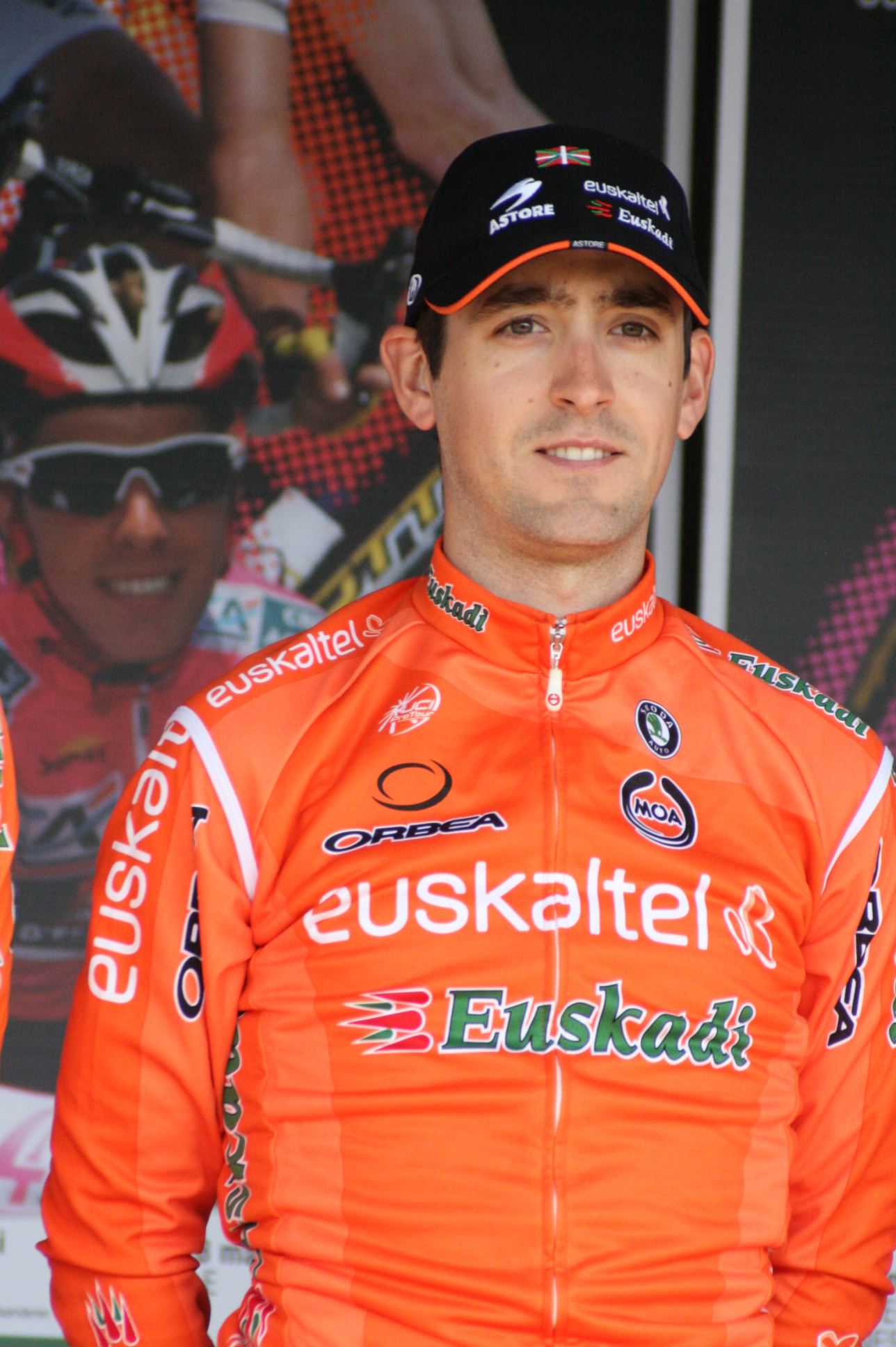
Mikel Nieve.

En la Vuelta a España, Igor Antón tuvo un gran comienzo en la que fue ganador de dos etapas en la segunda de ellas recuperando el maillot rojo de líder, que ya había vestido en dos jornadas anteriores. Sin embargo en la 14.ª etapa sufrió una caída, en la que también estuvo involucrado Egoi Martínez, que hicieron abandonar la carrera a ambos. Antes que él, el último corredor en abandonar la Vuelta a España siendo de líder fue Sean Kelly en la edición de 1987 a solo tres días de final. A pesar de en el momento del abandono aún faltar una semana para la finalización de la carrera muchos compañeros de pelotón, directores y periodistas vieron a Antón como gran favorito a ganarla declarando que era el "hombre más fuerte" incluso pronosticando que de no haberse producido la caída habría ganado la ronda española. Posteriormente Mikel Nieve ganó la etapa reina en Cotobello tras realizar un buen trabajo de equipo junto a Juan José Oroz y Amets Txurruka, finalizando Mikel la Vuelta en el 11.º lugar a pesar de haber trabajado los primeros días para Igor Antón y perder muchos minutos en las contrarrelojes.
Con esos resultados 2010 se convirtió en la temporada con más victorias en la historia del equipo hasta ese momento, con diecisiete triunfos (cinco de ellos en carreras del UCI World Calendar, incluyendo las tres victorias de la Vuelta) logrados entre nueve corredores distintos. Sin embargo esos datos no sirvieron a la escuadra para entrar entre los 15 mejores equipos de un ranking deportivo creado por la UCI para decidir los equipos UCI ProTour del 2011 que iban a participar en todas las carreras de máximo nivel re-denominadas por UCI WorldTour (el equipo quedó 16.º), teniendo que entrar a través una "repesca" en el que se decidieron los 3 restantes.

### 2011

#### Samuel Sánchez salva el inicio de temporada
El equipo contó con un presupuesto de 6,5 millones de euros: tres de Euskaltel, tres de las instituciones públicas vascas (Gobierno Vasco y las tres diputaciones forales de Vizcaya, Guipúzcoa y Álava, aportando esta última una cuarta parte de las tres anteriores) y medio millón procedente de los socios de la Fundación Euskadi. De esta forma, el conjunto vasco era el equipo ProTour de menor presupuesto.
Cuatro corredores llegaron al equipo para la nueva temporada: Pierre Cazaux, procedente de la FDJ, y los tres ciclistas subidos del Orbea: Ion Izagirre, Mikel Landa y Pello Bilbao.
Por otra parte, otros cuatro corredores abandonaron el club: Sergio de Lis, retirado, Aitor Galdós y Beñat Intxausti al Caja Rural y  Movistar respectivamente, y Aitor Hernández, que volvió al ciclocrós.

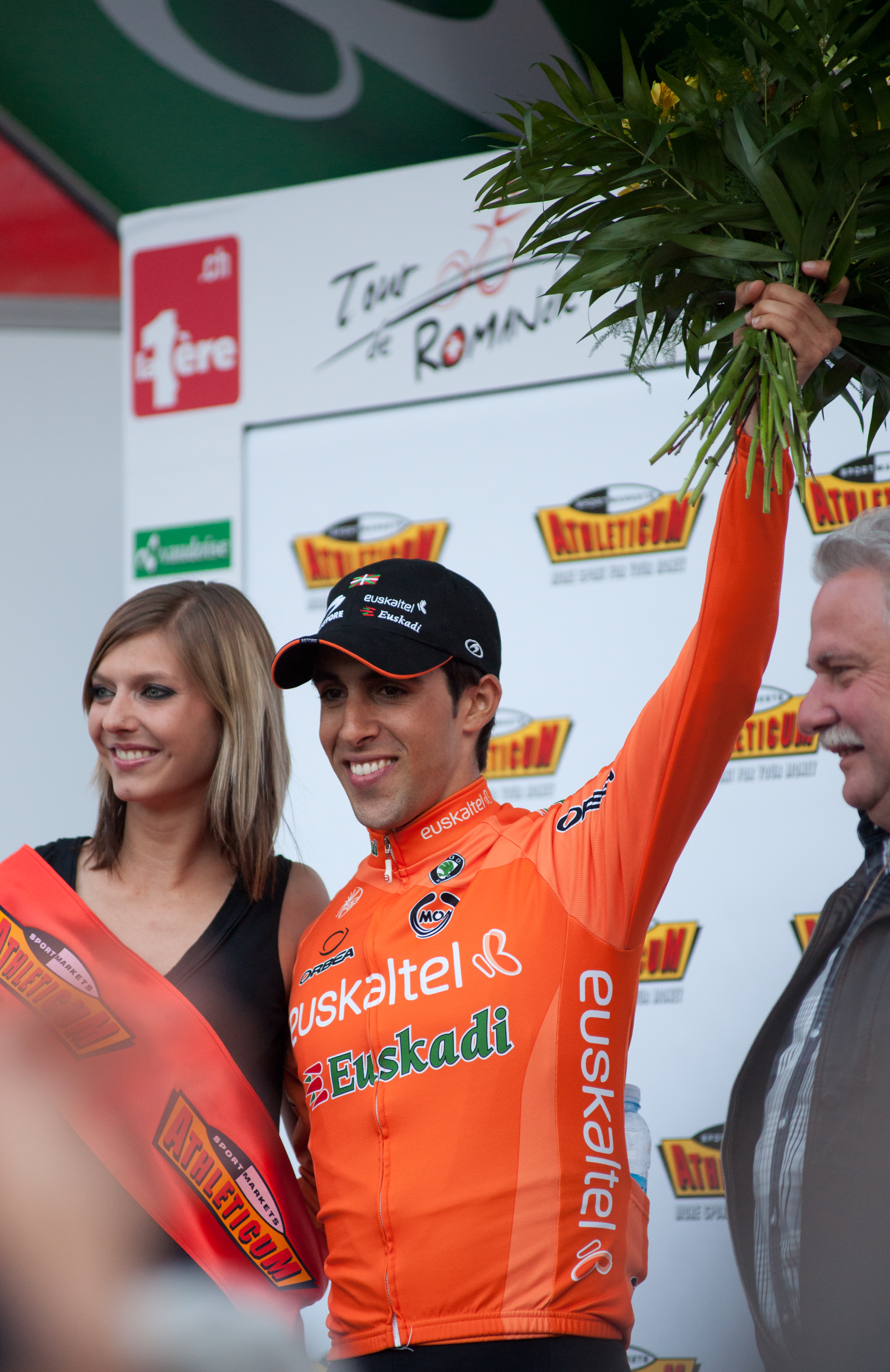
Jonathan Castroviejo, ganador del prólogo del Tour de Romandía.

Tras una concentración de tres días en Derio, el equipo comenzó la temporada 2011. La primera alegría del año llegó con la clasificación de mejor joven ganada por Gorka Izagirre en el Tour de Haut-Var, a finales de febrero. Ya en marzo, tras unos buenos puestos de Koldo Fernández en Mallorca, la primera victoria del año llegó a principios de abril de la mano de Samuel Sánchez en el GP Miguel Induráin, batiendo en la subida final al Puy a Alexandr Kolobnev. Poco antes, Rubén Pérez había ganado la clasificación de los sprints de la Volta a Cataluña.
Así pues llegó uno de los principales objetivos de la temporada: la Vuelta al País Vasco, con Samu como líder. En la primera etapa, Purito Rodríguez batió en un apretado sprint a Samuel Sánchez, que se resarciría ganando en la cuarta etapa en Arrate por segundo año consecutivo, y que además le valió para colocarse tercero en la claisificación general. Sin embargo, el de Oviedo terminaría sexto en la general tras la disputa de la contrarreloj final en Zalla.
Continuando su buena forma, el asturiano realizó un buen papel en las clásicas de las Ardenas: tercero en la Flecha Valona, tras Gilbert y Joaquim Rodríguez, donde se mantuvo toda la carrera junto a los grandes favoritos hasta el muro de Huy; y décimo en la Lieja-Bastoña-Lieja.
Mientras, Igor Antón finalizaba tercero en la Vuelta a Castilla y León gracias a su buena ascensión a la Laguna de los Peces y posteriormente una buena crono en Zamora. El vizcaíno se preparaba así para el próximo Giro de Italia al que acudiría como líder, junto con Mikel Nieve.
En el resto de clásicas de primavera el equipo vasco tuvo una actuación discreta, destacando el séptimo puesto de Amets Txurruka en la Klasika Primavera, con Antón 11.º, y a finales de abril, el Gran Premio de Llodio, donde Mikel Nieve llegó en séptima posición a meta. Ésta sería la última edición de la carrera alavesa.

#### Igor Antón y Mikel Nieve brillan en el Giro
Ya en mayo, el equipo naranja acudió a la localidad suiza de Martigny para participar en el Tour de Romandía, poco antes del Giro. Allí destacó la gran actuación de Jonathan Castroviejo, ganando por centésimas el prólogo inicial a Taylor Phinney y colocándose el maillot amarillo. A pesar de perderlo un día más tarde, Castroviejo volvió a realizar una gran contrarreloj en la cuarta etapa celebrada en Aubonne.
El getxotarra, de tan solo 23 años, confirmaría su potencial en contrarreloj en la Vuelta a la Comunidad de Madrid, ganando el prólogo inicial y dejando a todos sus rivales más de 10 segundos de diferencia. Además, se metió en el podio final tras una gran subida final en la tercera y última etapa al Puerto de la Morcuera, solamente superado en la general por Rui Costa y Javi Moreno.

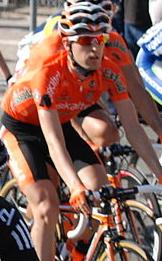
Mikel Nieve, durante el Giro de Italia 2011.

Más tarde, el equipo naranja se desplazó a Venaria Reale para disputar el Giro de Italia. Igor Antón sería el líder de un equipo formado por Oroz, Isasi, Aramendía, Azanza, Cazaux, Sesma, Minguez y Mikel Nieve como gregario de lujo. El de Galdakao aspiraba a un buen puesto en la general y una etapa, ante corredores del nivel de Alberto Contador, Michele Scarponi o Vincenzo Nibali.
Tras una desastrosa crono por equipos en la primera etapa, pronto el Euskaltel remontaría la situación. Antón se mantuvo entre los mejores en la alta montaña de la primera mitad de carrera, colocándose 7.º en la general tras la etapa 13 con final en Grossglockner. Un día después, la corsa rosa acababa en el mítico Monte Zoncolan. Tras rodar en cabeza toda la carrera, el vizcaíno atacó a 7,5 km de meta, en plena subida al coloso italiano, y mantuvo las diferencias con el resto de favoritos el resto del puerto, ganando una de las victorias más importantes de su carrera.
Con la gran victoria de Igor Antón todavía reciente en el equipo naranja comenzó la 15.ª etapa del Giro, etapa reina, con final en Gardeccia/Val di Fassa y más de 6000 metros de desnivel. El leitzarra Mikel Nieve se metió en una escapada de nivel con ciclistas como Stefano Garzelli o Danilo Di Luca. La escapada se rompió rápidamente al llegar los grandes puertos, y Garzelli se quedaba en cabeza al comienzo de la ascensión final. Sin embargo, Nieve alcanzó al italiano y a continuación lo dejó, lanzándose a la victoria de etapa. Al fin, sin casi fuerzas para levantar los brazos pasó la pancarta de meta en primer lugar, tras siete horas y media de sufrimiento.